# Liste der Kulturdenkmäler in Wiesbaden-Mitte (Historisches Fünfeck)
Die folgende Liste enthält die in der Denkmaltopographie ausgewiesenen Kulturdenkmäler auf dem Gebiet Stadt Wiesbaden, Ortsbezirk Mitte in Hessen. Diese Liste umfasst die Gebäude im historischen Fünfeck und der Nordwestvorstadt.
Hinweis: Die Reihenfolge der Denkmäler in dieser Liste orientiert sich zunächst an Ortsbezirken und anschließend den Straßennamen.
Grundlage ist die Veröffentlichung der Hessischen Denkmalliste, die auf Basis des Denkmalschutzgesetzes vom 5. September 1986 erstmals erstellt und seither laufend ergänzt wurde. Ein Teil dieser Listen ist zusammen mit einer ausführlichen Beschreibung auf der Webseite denkxweb.denkmalpflege-hessen.de einzusehen.

## Adlerstraße
| Bild                                                | Bezeichnung                                                 | Lage                                               | Beschreibung | Bauzeit                                                      | Daten |
| --------------------------------------------------- | ----------------------------------------------------------- | -------------------------------------------------- | --- | ------------------------------------------------------------ | ----- |
| Errichtet infolge des Baus der Coulinstraße         | Sachgesamtheit Stützmauer, Brüstungsgeländer und Grünanlage | Adlerstraße LageFlur: 94, Flurstück: 21/2,21/10    | Das Objekt gehört zu der Gesamtanlage: Bergkirchenviertel Im Bereich Am Kaiser-Friedrich-Bad errichtet, trennt die Mauer die Adlerstraße von der auf niedrigerem Niveau befindliche Büdingenstraße | 1901–1903                                                    |       |
| Ab 1909 stark vom Jugendstil beeinflusstes Wohnhaus |                                                             | Adlerstraße 3 LageFlur: 94, Flurstück: 29          | Das Objekt gehört zu der Gesamtanlage: Bergkirchenviertel Architekt/Planer: Wilhelm Rehbold | 1909                                                         |       |
|                                                     |                                                             | Adlerstraße 9 LageFlur: 90, Flurstück: 12/1        | Das Objekt gehört zu der Gesamtanlage: Bergkirchenviertel | Um 1840 (heute Ersatzbau gemeinsam mit Nr. 11, von ca. 2000) |       |
|                                                     |                                                             | Adlerstraße 11 LageFlur: 90, Flurstück: 12/1       | Das Objekt gehört zu der Gesamtanlage: Bergkirchenviertel | Um 1840 (heute Ersatzbau gemeinsam mit Nr. 9, von ca. 2000)  |       |
|                                                     |                                                             | Adlerstraße 15/17 LageFlur: 90, Flurstück: 9/3,9/1 | Das Objekt gehört zu der Gesamtanlage: Bergkirchenviertel Architekt/Planer: Alexander Schwank | 1903                                                         |       |

## Alfons-Paquet-Straße
| Bild                                                                              | Bezeichnung | Lage                                                          | Beschreibung | Bauzeit | Daten |
| --------------------------------------------------------------------------------- | ----------- | ------------------------------------------------------------- | --- | ------- | ----- |
| Der vor dem Gebäude befindliche Brunnen stand bis ca. 2004 auf dem Mauritiusplatz |             | Alfons-Paquet-Straße 4 LageFlur: 100, Flurstück: 300/8,273/77 | Das Objekt gehört zu der Gesamtanlage: Flecken Architekt/Planer: Heinrich Assmus In einer Stilmischung aus Historismus (insbesondere Neoklassizismus) und Jugendstil errichtetes Wohn- und Geschäftshaus in Ecklage | 1910    |       |

## Am Kaiser-Friedrich-Bad
| Bild                                                      | Bezeichnung | Lage                                                                    | Beschreibung                                                                                  | Bauzeit | Daten |
| --------------------------------------------------------- | ----------- | ----------------------------------------------------------------------- | --------------------------------------------------------------------------------------------- | ------- | ----- |
| Im Jugendstil mit Elementen des Neoklassizismus errichtet | Haus Ostsee | Am Kaiser-Friedrich-Bad 6 LageFlur: 6, Flurstück: 46/5                  | Das Objekt gehört zu der Gesamtanlage: Bergkirchenviertel Architekt/Planer: Alexander Schwank | 1911    |       |
|                                                           |             | Am Kaiser-Friedrich-Bad 7 / Adlerstraße 1 LageFlur: 94, Flurstück: 28/2 | Das Objekt gehört zu der Gesamtanlage: Bergkirchenviertel Architekt/Planer: Wilhelm Rehbold   | 1907    |       |

## Am Römertor
| Bild | Bezeichnung | Lage                                                     | Beschreibung | Bauzeit | Daten |
| ---- | ----------- | -------------------------------------------------------- | --- | ------- | ----- |
|      |             | Am Römertor 3 und 5 LageFlur: 94, Flurstück: 45/24,45/25 | Das Objekt gehört zu der Gesamtanlage: Flecken/Quellenviertel Architekt/Planer: Carl Dormann Doppelhaus im Stil der Neorenaissance. Auffällig die römischen Gewandstatuen in den Nischen im 1. Obergeschoss beider Häuser sowie die Malereien in der 2. Etage | 1889    |       |
|      |             | Am Römertor 4 LageFlur: 93, Flurstück: 62/12             | Das Objekt gehört zu der Gesamtanlage: Flecken/Quellenviertel Spätklassizistisch errichtetes Wohnhaus mit nachträglich zum Ladengeschäft umgebautem Erdgeschoss                                                                                               | 1850    |       |

## An der alten Synagoge
| Bild           | Bezeichnung | Lage                                                                       | Beschreibung | Bauzeit   | Daten |
| -------------- | ----------- | -------------------------------------------------------------------------- | --- | --------- | ----- |
| Stützmauer     | Stützmauer  | An der alten Synagoge (ohne Nummer) LageFlur: 92, Flurstück: 171/20,165/21 | Das Objekt gehört zu der Gesamtanlage: Schulberg | 1885      |       |
|                |             | An der alten Synagoge 1,2,3 LageFlur: 92, Flurstück: 85/24,18,23           | Das Objekt gehört zu der Gesamtanlage: Schulberg Architekt/Planer: Wilhelm Bogler                                                                                | 1865–1870 |       |
| weitere Bilder |             | An der alten Synagoge 4 LageFlur: 92, Flurstück: 123/19,175/19             | Das Objekt gehört zu der Gesamtanlage: Schulberg Architekt/Planer: Rufus Fach                                                                                    | 1886      |       |
| weitere Bilder |             | An der alten Synagoge 5 LageFlur: 92, Flurstück: 133/22                    | Das Objekt gehört zu der Gesamtanlage: Schulberg Architekt/Planer: Wilhelm Rehbold Im Stil des Historismus (nordische Neorenaissance) errichtete Mietetagenvilla | 1886      |       |
| weitere Bilder |             | An der alten Synagoge 6–8 LageFlur: 92, Flurstück: 61/16                   | Das Objekt gehört zu der Gesamtanlage: Schulberg Architekt/Planer: Alexander Fach                                                                                | 1877      |       |
| weitere Bilder |             | An der alten Synagoge 7 LageFlur: 92, Flurstück: 165/21                    | Das Objekt gehört zu der Gesamtanlage: Schulberg Architekt/Planer: Rufus Fach Als Mietetagenvilla im nordischen Stil der Neorenaissance errichtet                | 1887      |       |
| weitere Bilder |             | An der alten Synagoge 9 LageFlur: 92, Flurstück: 171/20,165/21             | Das Objekt gehört zu der Gesamtanlage: Schulberg Architekt/Planer: Rufus Fach                                                                                    | 1885      |       |

## Bahnhofstraße
| Bild                          | Bezeichnung                   | Lage                                                         | Beschreibung | Bauzeit               | Daten |
| ----------------------------- | ----------------------------- | ------------------------------------------------------------ | --- | --------------------- | ----- |
| Hotel Luisenhof               | Hotel Luisenhof               | Bahnhofstraße 7 / Luisenstraße 15 Lage                       | Das Objekt gehört zu der Gesamtanlage: Historisches Fünfeck Architekt/Planer: Maurermeister Anton Mäckler                               | Um 1840               |       |
|                               |                               | Bahnhofstraße 18 / Rheinstraße LageFlur: 118, Flurstück: 1/9 | Das Objekt gehört zu der Gesamtanlage: Historisches Fünfeck Architekt/Planer: Martin Willett                                            | 1872/73               |       |
| Sachteil Torbau mit Pavillons | Sachteil Torbau mit Pavillons | Bahnhofstraße 20 LageFlur: 118, Flurstück: 1/46              | Das Objekt gehört zu der Gesamtanlage: Historisches Fünfeck Architekt/Planer: Martin Willett                                            | 1872/73               |       |
| Hansa Hotel                   | Hansa Hotel                   | Bahnhofstraße 23 / Rheinstraße Lage                          | Das Objekt gehört zu der Gesamtanlage: Historisches Fünfeck Architekt/Planer: Baumeister Julius Ippel (zugeschrieben)/Umbau Karl Kähler | Um 1865/Umbau 1907/08 |       |

## Büdingenstraße
| Bild                                                         | Bezeichnung | Lage                                                              | Beschreibung                                                                                 | Bauzeit | Daten |
| ------------------------------------------------------------ | ----------- | ----------------------------------------------------------------- | -------------------------------------------------------------------------------------------- | ------- | ----- |
| Vorwiegend im Jugendstil errichtetes Wohn- und Geschäftshaus |             | Büdingenstraße 4–6 LageFlur: 94, Flurstück: 84/32                 | Das Objekt gehört zu der Gesamtanlage: Bergkirchenviertel Architekt/Planer: Wilhelm Rehbold  | 1905    |       |
|                                                              |             | Büdingenstraße 8 / Hirschgraben 15 LageFlur: 94, Flurstück: 97/32 | Das Objekt gehört zu der Gesamtanlage: Bergkirchenviertel Architekt/Planer: Wilhelm Weygandt | 1905    |       |

## Coulinstraße
| Bild             | Bezeichnung      | Lage                                           | Beschreibung                                                                                   | Bauzeit | Daten |
| ---------------- | ---------------- | ---------------------------------------------- | ---------------------------------------------------------------------------------------------- | ------- | ----- |
| Heidenmauer      | Heidenmauer      | Coulinstraße LageFlur: 93, Flurstück: 19/1     | Das Objekt gehört zu der Gesamtanlage: Flecken                                                 | römisch |       |
| Mithräum-Denkmal | Mithräum-Denkmal | Coulinstraße LageFlur: 93, Flurstück: 19/1     | Kopie eines bei Heddernheim gefundenen Reliefs Das Objekt gehört zu der Gesamtanlage: Flecken  |         |       |
| Römertor         | Römertor         | Coulinstraße LageFlur: 93, Flurstück: 6/1      | Das Objekt gehört zu der Gesamtanlage: Flecken Architekt/Planer: Stadtbaumeister Felix Genzmer |         |       |
| Stützmauer       | Stützmauer       | Coulinstraße LageFlur: 93, Flurstück: 6/1,19/1 | Das Objekt gehört zu der Gesamtanlage: Schulberg                                               |         |       |
| Treppenaufgang   | Treppenaufgang   | Coulinstraße LageFlur: 93, Flurstück: 6/1,19/1 | Das Objekt gehört zu der Gesamtanlage: Schulberg                                               |         |       |

## De-Laspée-Straße
| Bild | Bezeichnung | Lage                                                                        | Beschreibung | Bauzeit | Daten |
| ---- | ----------- | --------------------------------------------------------------------------- | --- | ------- | ----- |
|      |             | De-Laspée-Straße 3 / Karl-Glässing-Straße 10 LageFlur: 108, Flurstück: 61/6 | Das Objekt gehört zu der Gesamtanlage: Engere Stadt Der Neorenaissance verpflichtetes Wohn- und Geschäftshaus, dessen 1. Obergeschoss ursprünglich als Hotel genutzt wurde | 1884    |       |

## Ehem. Bürgerfriedhof an der Heidenmauer
| Bild           | Bezeichnung                         | Lage                                                                  | Beschreibung                                     | Bauzeit | Daten |
| -------------- | ----------------------------------- | --------------------------------------------------------------------- | ------------------------------------------------ | ------- | ----- |
| weitere Bilder | Grabmal Ferdinand von Wintzingerode | Ehem. Bürgerfriedhof an der Heidenmauer LageFlur: 93, Flurstück: 11/4 | Das Objekt gehört zu der Gesamtanlage: Schulberg | 1818/19 |       |

## Ellenbogengasse
| Bild           | Bezeichnung | Lage                                                               | Beschreibung                                                               | Bauzeit | Daten |
| -------------- | ----------- | ------------------------------------------------------------------ | -------------------------------------------------------------------------- | ------- | ----- |
| weitere Bilder |             | Ellenbogengasse 2 / Marktstraße 14 LageFlur: 105, Flurstück: 94/32 | Umgebaut 1876 und 1872 Das Objekt gehört zu der Gesamtanlage: Engere Stadt | Um 1850 |       |

## Faulbrunnenstraße
| Bild | Bezeichnung | Lage                                                                         | Beschreibung | Bauzeit | Daten |
| ---- | ----------- | ---------------------------------------------------------------------------- | --- | ------- | ----- |
|      |             | Faulbrunnenstraße 12 / Schwalbacher Straße 37 LageFlur: 104, Flurstück: 55/1 | Das Objekt gehört zu der Gesamtanlage: Flecken Bevor das spätbiedermeierliche Wohn- und Geschäftshaus erbaut wurde, befand sich dieser Stelle der Faulbrunnen | Um 1860 |       |

## Feldstraße
| Bild | Bezeichnung | Lage                                          | Beschreibung | Bauzeit | Daten |
| ---- | ----------- | --------------------------------------------- | --- | ------- | ----- |
|      |             | Feldstraße 10 LageFlur: 77, Flurstück: 126/25 | Das Objekt gehört zu der Gesamtanlage: Nordwestvorstadt Im Stil des Spätbiedermeier errichtetes zweigeschossiges Mietshaus | 1864/65 |       |

## Friedrichstraße
| Bild                                                                                                  | Bezeichnung                                  | Lage                                                                 | Beschreibung | Bauzeit   | Daten |
| --- | -------------------------------------------- | -------------------------------------------------------------------- | --- | --------- | ----- |
| Friedrichstraße 5                                                                                     |                                              | Friedrichstraße 5 LageFlur: 108, Flurstück: 10/2                     | Das Objekt gehört zu der Gesamtanlage: Historisches Fünfeck | 1811–1812 |       |
| Das Wohnhaus verbindet Spätklassizismus mit Neorenaissance                                            |                                              | Friedrichstraße 7 LageFlur: 108, Flurstück: 36/11                    | Das Objekt gehört zu der Gesamtanlage: Historisches Fünfeck Architekt/Planer: Christian Dähne                                                                         | 1877      |       |
| |                                              | Friedrichstraße 8 LageFlur: 109, Flurstück: 39/6                     | Das Objekt gehört zu der Gesamtanlage: Historisches Fünfeck Architekt/Planer: August Kretzer Wohn- und Geschäftshaus, vorwiegend im Stil der Neorenaissance errichtet | 1891      |       |
| |                                              | Friedrichstraße 14 LageFlur: 109, Flurstück: 26/3                    | Das Objekt gehört zu der Gesamtanlage: Historisches Fünfeck Architekt/Planer: Karl Kähler                                                                             | 1910      |       |
| Wiesbadener Volksbank (Ehem. Vorschußverein)                                                          | Wiesbadener Volksbank (Ehem. Vorschußverein) | Friedrichstraße 20 / Schillerplatz LageFlur: 110, Flurstück: 11/3    | Das Objekt gehört zu der Gesamtanlage: Historisches Fünfeck Architekt: Stadtbaumeister Alexander Fach                                                                 | 1876      |       |
| Wiesbadener Casino-Gesellschaft                                                                       | Wiesbadener Casino-Gesellschaft              | Friedrichstraße 22 LageFlur: 110, Flurstück: 6/1                     | Das Objekt gehört zu der Gesamtanlage: Historisches Fünfeck Architekt: Wilhelm Bogler                                                                                 | 1872–1874 |       |
| Ehem. Königliche Polizei-Direktion                                                                    | Ehem. Königliche Polizei-Direktion           | Friedrichstraße 25 / Marktstraße LageFlur: 105, Flurstück: 43/2      | Das Objekt gehört zu der Gesamtanlage: Historisches Fünfeck Architekt: Oskar Launer (Berlin)                                                                          | 1902–1904 |       |
| Im Stil des Spätklassizismus der Berliner Schule errichtet                                            |                                              | Friedrichstraße 27 LageFlur: 105, Flurstück: 175/44                  | Das Objekt gehört zu der Gesamtanlage: Historisches Fünfeck | um 1870   |       |
| Schenksches Haus                                                                                      | Schenksches Haus                             | Friedrichstraße 32 / Kirchenreulchen LageFlur: 110, Flurstück: 1 / 2 | Das Objekt gehört zu der Gesamtanlage: Historisches Fünfeck Architekt/Planer: Christian Zais (zugeschrieben)                                                          | 1813–1817 |       |
| Im Stil des Neobarock mit Elementen der Neorenaissance errichtetes Wohn- und Geschäftshaus            |                                              | Friedrichstraße 40 / Kirchgasse LageFlur: 111, Flurstück: 76/21      | Das Objekt gehört zu der Gesamtanlage: Historisches Fünfeck Architekt/Planer: Heinrich Franke                                                                         | 1895      |       |
| Spätklassizistisch erbautes Eckgebäude mit neorenaissanceistischen Umbauten                           |                                              | Friedrichstraße 41 / Neugasse 2 LageFlur: 104, Flurstück: 104/28     | Das Objekt gehört zu der Gesamtanlage: Flecken/Historisches Fünfeck                                                                                                   | 1867–1868 |       |
| Das mit einer Sandsteinfassade versehene Wohn- und Geschäftshaus verbindet Historismus und Jugendstil |                                              | Friedrichstraße 45 LageFlur: 104, Flurstück: 91/16                   | Das Objekt gehört zu der Gesamtanlage: Historisches Fünfeck Architekt/Planer: Wilhelm Rehbold                                                                         | 1905      |       |
| Das Wohn- und Geschäftshaus zeigt den Stil der Neorenaissance nordischer Prägung                      |                                              | Friedrichstraße 47 LageFlur: 104, Flurstück: 69/12                   | Das Objekt gehört zu der Gesamtanlage: Historisches Fünfeck Architekt/Planer: Zais und Wojtowski                                                                      | 1892      |       |
| weitere Bilder                                                                                        |                                              | Friedrichstraße 51 / Kirchgasse 36 LageFlur: 104, Flurstück: 41/9    | Das Objekt gehört zu der Gesamtanlage: Flecken/Historisches Fünfeck Architekt/Planer: Fritz Hildner                                                                   | 1906      |       |

## Georg-August-Zinn-Straße
| Bild           | Bezeichnung                              | Lage                                                                     | Beschreibung | Bauzeit                  | Daten |
| -------------- | ---------------------------------------- | ------------------------------------------------------------------------ | --- | ------------------------ | ----- |
| weitere Bilder | Hessische Staatskanzlei/Ehem. Hotel Rose | Georg-August-Zinn-Straße 1 / Taunusstraße 8 LageFlur: 84, Flurstück: 4/4 | Das Objekt gehört zu der Gesamtanlage: Quellenviertel Architekt/Planer: 1. BA: Wilhelm Kaufmann; 2. BA: Lang & Wolff | 1. BA: 1896; 2. BA: 1903 |       |

## Goldgasse
| Bild | Bezeichnung                  | Lage                                                           | Beschreibung | Bauzeit | Daten |
| --- | ---------------------------- | -------------------------------------------------------------- | --- | ------- | ----- |
| Vorwiegend im Stil des Neobarock errichtet                                                                       | Ehem. Hotel Goldene Kette    | Goldgasse 1–3 / Häfnergasse LageFlur: 96, Flurstück: 139/14    | Das Objekt gehört zu der Gesamtanlage: Quellenviertel Architekt/Planer: Wilhelm Rehbold                                                                                 | 1904    |       |
| Um 1860 erbautes spätklassizistisches Wohnhaus, das infolge eines 1892 beantragten Umbaus eine Ladenzone erhielt |                              | Goldgasse 2 LageFlur: 99, Flurstück: 15/7                      | Sachteil Ladenfront Das Objekt gehört zu der Gesamtanlage: Quellenviertel Die Ladenzone des um 1860 erbauten Wohnhauses entstand aufgrund eines 1892 beantragten Umbaus | 1892    |       |
| |                              | Goldgasse 4 LageFlur: 99, Flurstück: 18/7                      | Sachteil Ladenfront Das Objekt gehört zu der Gesamtanlage: Quellenviertel                                                                                               | 1884    |       |
| Ehem. Hotel Goldener Brunnen                                                                                     | Ehem. Hotel Goldener Brunnen | Goldgasse 10 / Wagemannstraße LageFlur: 100, Flurstück: 305/40 | Das Objekt gehört zu der Gesamtanlage: Flecken/Quellenviertel Architekt/Planer: Emil Thomae                                                                             | 1905    |       |

## Grabenstraße
| Bild            | Bezeichnung     | Lage                                              | Beschreibung                                                       | Bauzeit            | Daten |
| --------------- | --------------- | ------------------------------------------------- | ------------------------------------------------------------------ | ------------------ | ----- |
|                 |                 | Grabenstraße 4 LageFlur: 100, Flurstück: 70/2     | Sachteil Ladenfront Das Objekt gehört zu der Gesamtanlage: Flecken | 1890               |       |
|                 |                 | Grabenstraße 6 LageFlur: 100, Flurstück: 69/2     | Das Objekt gehört zu der Gesamtanlage: Flecken                     | 1860               |       |
| Bäckerbrunnen   | Bäckerbrunnen   | Grabenstraße 7 LageFlur: 99, Flurstück: 33/3,34/4 | Das Objekt gehört zu der Gesamtanlage: Flecken                     | 1906               |       |
| Weinhaus Kögler | Weinhaus Kögler | Grabenstraße 18 LageFlur: 100, Flurstück: 63/1    | Das Objekt gehört zu der Gesamtanlage: Flecken                     | 1. Drittel 19. Jh. |       |
|                 |                 | Grabenstraße 34 LageFlur: 100, Flurstück: 54/2    | Das Objekt gehört zu der Gesamtanlage: Flecken                     | 1892               |       |

## Häfnergasse
| Bild | Bezeichnung | Lage                                          | Beschreibung                                                                              | Bauzeit | Daten |
| ---- | ----------- | --------------------------------------------- | ----------------------------------------------------------------------------------------- | ------- | ----- |
|      |             | Häfnergasse 1 LageFlur: 167, Flurstück: 110/1 | Das Objekt gehört zu der Gesamtanlage: Quellenviertel Architekt/Planer: Schmidt & Kretzer | 1892    |       |

## Hirschgraben
| Bild                                                                     | Bezeichnung | Lage                                                           | Beschreibung                                                                             | Bauzeit | Daten |
| ------------------------------------------------------------------------ | ----------- | -------------------------------------------------------------- | ---------------------------------------------------------------------------------------- | ------- | ----- |
| Das dreigeschossige Wohnhaus wurde im Stil des Spätbiedermeier errichtet |             | Hirschgraben 5 LageFlur: 93, Flurstück: 39/2                   | Das Objekt gehört zu der Gesamtanlage: Bergkirchenviertel                                | Um 1870 |       |
|                                                                          |             | Hirschgraben 16 LageFlur: 90, Flurstück: 13/1                  | Das Objekt gehört zu der Gesamtanlage: Bergkirchenviertel                                | 1868/69 |       |
| Im Stil der nordischen Neorenaissance erbautes Wohnhaus mit Ladenzone    |             | Hirschgraben 24 / Römerberg 2–4 LageFlur: 90, Flurstück: 91/16 | Das Objekt gehört zu der Gesamtanlage: Bergkirchenviertel Architekt/Planer: Carl Dormann | 1890    |       |

## Kaiser-Friedrich-Platz
| Bild                     | Bezeichnung              | Lage                                                                                        | Beschreibung | Bauzeit | Daten |
| ------------------------ | ------------------------ | ------------------------------------------------------------------------------------------- | --- | ------- | ----- |
| Kaiser-Friedrich-Denkmal | Kaiser-Friedrich-Denkmal | Kaiser-Friedrich-Platz LageFlur: 167, Flurstück: 40                                         | Das Objekt gehört zu der Gesamtanlage: Quellenviertel/Historisches Fünfeck Standbild von Bildhauer Joseph Uphues | 1897    |       |
| weitere Bilder           | Hotel Nassauer Hof       | Kaiser-Friedrich-Platz 3–4 / Wilhelmstraße 54 / Webergasse 1 LageFlur: 84, Flurstück: 80/11 | Das Objekt gehört zu der Gesamtanlage: Quellenviertel/Historisches Fünfeck Architekt: Alfred Schellenberg        | 1898    |       |

## Karl-Glässing-Straße
| Bild | Bezeichnung | Lage                                                                      | Beschreibung                                        | Bauzeit | Daten |
| ---- | ----------- | ------------------------------------------------------------------------- | --------------------------------------------------- | ------- | ----- |
|      |             | Karl-Glässing-Straße 10 / Wilhelmstraße 28 LageFlur: 108, Flurstück: 53/9 | Das Objekt gehört zu der Gesamtanlage: Engere Stadt |         |       |

## Kastellstraße
| Bild                              | Bezeichnung                       | Lage                                                                | Beschreibung                                                                                              | Bauzeit   | Daten |
| --------------------------------- | --------------------------------- | ------------------------------------------------------------------- | --- | --------- | ----- |
| Ehem. Schule an der Kastellstraße | Ehem. Schule an der Kastellstraße | Kastellstraße 11 / Adlerstraße 68–70 LageFlur: 77, Flurstück: 240/1 | Das Objekt gehört zu der Gesamtanlage: Nordwestvorstadt Architekt/Planer: Stadtbaumeister Johannes Lemcke | 1882–1884 |       |

## Kellerstraße
| Bild            | Bezeichnung     | Lage                                                       | Beschreibung                                                                              | Bauzeit | Daten |
| --------------- | --------------- | ---------------------------------------------------------- | ----------------------------------------------------------------------------------------- | ------- | ----- |
| Ehem. Eiskeller | Ehem. Eiskeller | Kellerstraße / Weilstraße LageFlur: 77, Flurstück: 206/74  | Das Objekt gehört zu der Gesamtanlage: Nordwestvorstadt                                   | 1881/82 |       |
|                 |                 | Kellerstraße 1 / Stiftstraße LageFlur: 78, Flurstück: 21/1 | Das Objekt gehört zu der Gesamtanlage: Nordwestvorstadt                                   | Um 1875 |       |
|                 |                 | Kellerstraße 6 LageFlur: 77, Flurstück: 291/38             | Das Objekt gehört zu der Gesamtanlage: Nordwestvorstadt Architekt/Planer: Wilhelm Rehbold | 1897    |       |

## Kirchgasse
| Bild                                                                                      | Bezeichnung | Lage                                                               | Beschreibung | Bauzeit | Daten |
| ----------------------------------------------------------------------------------------- | ----------- | ------------------------------------------------------------------ | --- | ------- | ----- |
| Im Jugendstil mit Elementen des Historismus erbautes Wohn- und Geschäftshaus              |             | Kirchgasse 5 LageFlur: 112, Flurstück: 24/11                       | Das Objekt gehört zu der Gesamtanlage: Historisches Fünfeck Architekt/Planer: Heinrich Sembach | 1907    |       |
| weitere Bilder                                                                            |             | Kirchgasse 7 LageFlur: 112, Flurstück: 30/10                       | Das Objekt gehört zu der Gesamtanlage: Historisches Fünfeck Architekt/Planer: Hermann Frorath | 1888    |       |
| weitere Bilder                                                                            |             | Kirchgasse 9 LageFlur: 112, Flurstück: 29/9                        | Das Objekt gehört zu der Gesamtanlage: Historisches Fünfeck Architekt/Planer: Albert Wolff | 1887    |       |
| Neorenaissancistisch errichtetes Wohn- und Geschäftshaus mit vier Vollgeschossen          |             | Kirchgasse 22 LageFlur: 111, Flurstück: 63/12                      | Das Objekt gehört zu der Gesamtanlage: Historisches Fünfeck | Um 1885 |       |
|                                                                                           |             | Kirchgasse 24 LageFlur: 111, Flurstück: 64/12                      | Das Objekt gehört zu der Gesamtanlage: Historisches Fünfeck | Um 1885 |       |
|                                                                                           |             | Kirchgasse 27 LageFlur: 111, Flurstück: 99/20                      | Das Objekt gehört zu der Gesamtanlage: Historisches Fünfeck Architekt/Planer: Jacob Martin | 1897    |       |
|                                                                                           |             | Kirchgasse 29 LageFlur: 111, Flurstück: 75/21                      | Das Objekt gehört zu der Gesamtanlage: Historisches Fünfeck Architekt/Planer: Heinrich Franke | 1895    |       |
| Wohn- und Geschäftshaus mit Ziegel-Sandstein-Fassade errichtet im Stil der Neorenaissance |             | Kirchgasse 49 LageFlur: 101, Flurstück: 220/33                     | Das Objekt gehört zu der Gesamtanlage: Flecken | 1882    |       |
| weitere Bilder                                                                            |             | Kirchgasse 60 / Mauritiusstraße 1 LageFlur: 101, Flurstück: 141/17 | Das Objekt gehört zu der Gesamtanlage: Flecken Architekt/Planer: Friedrich Lang | 1890    |       |
|                                                                                           |             | Kirchgasse 80 / Michelsberg 2 LageFlur: 101, Flurstück: 90/28      | Das Objekt gehört zu der Gesamtanlage: Flecken Im Stil des Spätklassizismus erbautes Wohn- und Geschäftshaus. Der vergoldete Schwan über dem Eckfenster des 2. Obergeschosses erinnert an die Gastwirtschaft Zum Goldenen Schwan, die sich im Vorgängergebäude befand. | 1873/74 |       |

## Kochbrunnenplatz
| Bild                | Bezeichnung         | Lage                                                            | Beschreibung                                                                           | Bauzeit | Daten |
| ------------------- | ------------------- | --------------------------------------------------------------- | -------------------------------------------------------------------------------------- | ------- | ----- |
| Kochbrunnenpavillon | Kochbrunnenpavillon | Kochbrunnenplatz LageFlur: 85, Flurstück: 6/12                  | Das Objekt gehört zu der Gesamtanlage: Quellenviertel Architekt/Planer: Wilhelm Bogler | 1887/88 |       |
| Ehem. Wandelhalle   | Ehem. Wandelhalle   | Kochbrunnenplatz / Taunusstraße 10 LageFlur: 85, Flurstück: 2/4 | Das Objekt gehört zu der Gesamtanlage: Quellenviertel Architekt/Planer: Wilhelm Bogler | 1887/88 |       |

## Kranzplatz
| Bild                                                | Bezeichnung          | Lage                                                                            | Beschreibung                                                                              | Bauzeit | Daten |
| --------------------------------------------------- | -------------------- | ------------------------------------------------------------------------------- | ----------------------------------------------------------------------------------------- | ------- | ----- |
| Auf schmalem Grund gebautes ehemaliges Hotelgebäude | Ehem. Hotel Ries     | Kranzplatz 3–4 LageFlur: 95, Flurstück: 108/45                                  | Das Objekt gehört zu der Gesamtanlage: Quellenviertel Architekt/Planer: Schmidt & Kretzer | 1901    |       |
| Ehem. Palast-Hotel                                  | Ehem. Palast-Hotel   | Kranzplatz 5–6 / Saalgasse 9 LageFlur: 95, Flurstück: 36/1                      | Das Objekt gehört zu der Gesamtanlage: Quellenviertel Architekt/Planer: Paul Jacobi       | 1903    |       |
| weitere Bilder                                      | Hotel Schwarzer Bock | Kranzplatz 12 / Langgasse 47 LageFlur: 96, Flurstück: 44/10,96/41,96/196,147/43 | Das Objekt gehört zu der Gesamtanlage: Quellenviertel                                     | 1871/72 |       |

## Langgasse
| Bild                                                    | Bezeichnung           | Lage                                                                  | Beschreibung                                                                                     | Bauzeit   | Daten |
| ------------------------------------------------------- | --------------------- | --------------------------------------------------------------------- | ------------------------------------------------------------------------------------------------ | --------- | ----- |
| weitere Bilder                                          |                       | Langgasse 1 / Marktstraße 31 LageFlur: 100, Flurstück: 288/2          | Das Objekt gehört zu der Gesamtanlage: Flecken Architekt/Planer: Fritz Hildner                   | 1908      |       |
|                                                         |                       | Langgasse 3 / Alfons-Paquet-Straße 6 LageFlur: 100, Flurstück: 289/13 | Das Objekt gehört zu der Gesamtanlage: Flecken Architekt/Planer: Fritz Hildner                   | 1905      |       |
|                                                         |                       | Langgasse 4 LageFlur: 100, Flurstück: 300/8                           | Das Objekt gehört zu der Gesamtanlage: Flecken                                                   | Um 1800   |       |
| weitere Bilder                                          |                       | Langgasse 8 / Gemeindebadegäßchen LageFlur: 92, Flurstück: 33         | Das Objekt gehört zu der Gesamtanlage: Flecken Architekt/Planer: Wilhelm Bogler                  | 1866/67   |       |
| weitere Bilder                                          |                       | Langgasse 11–13 LageFlur: 100, Flurstück: 138/25,139/25               | Das Objekt gehört zu der Gesamtanlage: Flecken                                                   | 1882      |       |
|                                                         |                       | Langgasse 16 LageFlur: 92, Flurstück: 29                              | Das Objekt gehört zu der Gesamtanlage: Flecken Architekt/Planer: Wilhelm Bogler                  | 1865–1869 |       |
|                                                         |                       | Langgasse 19 LageFlur: 100, Flurstück: 299/35                         | Das Objekt gehört zu der Gesamtanlage: Flecken Architekt/Planer: Fritz Hildner                   | 1906      |       |
| weitere Bilder                                          | Tagblatt-Haus         | Langgasse 21 / Wangemannstraße 32–26 LageFlur: 100, Flurstück: 315/38 | Das Objekt gehört zu der Gesamtanlage: Flecken Architekt/Planer: Lang & Wolff                    | 1904      |       |
|                                                         |                       | Langgasse 23 LageFlur: 100, Flurstück: 178/41                         | Das Objekt gehört zu der Gesamtanlage: Flecken/Quellenviertel Architekt/Planer: Wilhelm Boué     | 1899      |       |
|                                                         |                       | Langgasse 26 / Am Römertor 2 LageFlur: 93, Flurstück: 61/14           | Das Objekt gehört zu der Gesamtanlage: Flecken/Quellenviertel                                    | 1865      |       |
|                                                         |                       | Langgasse 27 / Goldgasse 18 LageFlur: 100, Flurstück: 302/46          | Das Objekt gehört zu der Gesamtanlage: Flecken/Quellenviertel Architekt/Planer: Wilhelm Kaufmann | 1893      |       |
|                                                         |                       | Langgasse 28–30 / Am Römertor 1 LageFlur: 94, Flurstück: 83/22        | Das Objekt gehört zu der Gesamtanlage: Flecken/Quellenviertel Architekt/Planer: Wilhelm Kaufmann | 1898      |       |
| Ehem. Löwenapotheke                                     | Ehem. Löwenapotheke   | Langgasse 31 LageFlur: 96, Flurstück: 122/2                           | Das Objekt gehört zu der Gesamtanlage: Quellenviertel Architekt/Planer: Karl Schlink             | 1899      |       |
|                                                         |                       | Langgasse 34 LageFlur: 94, Flurstück: 57/21                           | Das Objekt gehört zu der Gesamtanlage: Flecken/Quellenviertel Architekt/Planer: Wilhelm Rehbold  | 1903      |       |
| Ehem. Hotel zum Adler                                   | Ehem. Hotel zum Adler | Langgasse 36 LageFlur: 94, Flurstück: 107/21                          | Das Objekt gehört zu der Gesamtanlage: Quellenviertel Architekt/Planer: Wilhelm Gerhard          | 1900      |       |
| Erbaut in einer Kombination aus Neogotik und Jugendstil |                       | Langgasse 37 LageFlur: 96, Flurstück: 31/1                            | Das Objekt gehört zu der Gesamtanlage: Quellenviertel Architekt/Planer: Paul Jacobi              | 1899      |       |
| weitere Bilder                                          | Kaiser-Friedrich-Bad  | Langgasse 38–40 LageFlur: 94, Flurstück: 21/15,91/9,94/24             | Das Objekt gehört zu der Gesamtanlage: Flecken/Quellenviertel Architekt/Planer: August O. Pauly  | 1909–1913 |       |

## Lehrstraße
| Bild                                     | Bezeichnung                                                       | Lage                                            | Beschreibung                                                                                | Bauzeit   | Daten |
| ---------------------------------------- | ----------------------------------------------------------------- | ----------------------------------------------- | ------------------------------------------------------------------------------------------- | --------- | ----- |
| weitere Bilder                           | Sachgesamtheit: Bergkirche, Küsterhaus, Gemeindehaus, Einfriedung | Lehrstraße 6 LageFlur: 88, Flurstück: 100/13,17 | Das Objekt gehört zu der Gesamtanlage: Bergkirchenviertel Architekt/Planer: Johannes Otzen  | 1876–1879 |       |
| Spätklassizistisch errichtetes Pfarrhaus | Pfarrhaus                                                         | Lehrstraße 8 LageFlur: 88, Flurstück: 9         | Das Objekt gehört zu der Gesamtanlage: Bergkirchenviertel                                   | 1859      |       |
| Tattersall                               | Tattersall                                                        | Lehrstraße 13 LageFlur: 86, Flurstück: 9/5      | Das Objekt gehört zu der Gesamtanlage: Bergkirchenviertel Architekt/Planer: Albert Wolff    | 1905      |       |
|                                          |                                                                   | Lehrstraße 15 LageFlur: 86, Flurstück: 8/1      | Das Objekt gehört zu der Gesamtanlage: Bergkirchenviertel Architekt/Planer: Heinrich Assmus | 1902      |       |
|                                          |                                                                   | Lehrstraße 25 LageFlur: 87, Flurstück: 108/37   | Das Objekt gehört zu der Gesamtanlage: Bergkirchenviertel                                   | Um 1850   |       |
|                                          |                                                                   | Lehrstraße 27 LageFlur: 87, Flurstück: 34/2     | Das Objekt gehört zu der Gesamtanlage: Bergkirchenviertel                                   | Um 1850   |       |

## Luisenplatz
| Bild | Bezeichnung                                                             | Lage                                                           | Beschreibung | Bauzeit      | Daten |
| --- | ----------------------------------------------------------------------- | -------------------------------------------------------------- | --- | ------------ | ----- |
| Denkmal für das 1. Nassauische Feldartillerie-Regiment Nr. 27 „Oranien“                                                         | Denkmal für das 1. Nassauische Feldartillerie-Regiment Nr. 27 „Oranien“ | Luisenplatz (ohne Nummer) LageFlur: 113, Flurstück: 15/2       | Das Objekt gehört zu der Gesamtanlage: Historisches Fünfeck nach Entwurf von Paul Scheurich                         | 1934         |       |
| Waterloo-Denkmal | Waterloo-Denkmal                                                        | Luisenplatz (ohne Nummer) LageFlur: 113, Flurstück: 15/2       | Das Objekt gehört zu der Gesamtanlage: Historisches Fünfeck Architekt Philipp Hoffmann und Bildhauer Hermann Schies | 1865         |       |
| |                                                                         | Luisenplatz 1 / Rheinstraße 41 LageFlur: 113, Flurstück: 35/14 | Das Objekt gehört zu der Gesamtanlage: Historisches Fünfeck                                                         | 1834–1835    |       |
| |                                                                         | Luisenplatz 2 / Rheinstraße 43 LageFlur: 112, Flurstück: 34/16 | Das Objekt gehört zu der Gesamtanlage: Historisches Fünfeck Architekt/Planer: Albert H. Hess und A. Kahn            | 1908         |       |
| |                                                                         | Luisenplatz 3 LageFlur: 113, Flurstück: 11/1                   | Das Objekt gehört zu der Gesamtanlage: Historisches Fünfeck                                                         | um 1834/1835 |       |
| |                                                                         | Luisenplatz 4 LageFlur: 112, Flurstück: 35/16                  | Das Objekt gehört zu der Gesamtanlage: Historisches Fünfeck Architekten/Planer: Albert H. Hess und A. Kahn          | 1909         |       |
| |                                                                         | Luisenplatz 5 / Luisenstraße 30 LageFlur: 113, Flurstück: 19/1 | Das Objekt gehört zu der Gesamtanlage: Historisches Fünfeck Architekt: Landesbaumeister Eberhard Philipp Wolff      | 1829–1831    |       |
| |                                                                         | Luisenplatz 6 LageFlur: 112, Flurstück: 15                     | Das Objekt gehört zu der Gesamtanlage: Historisches Fünfeck                                                         | Um 1832      |       |
| |                                                                         | Luisenplatz 8 LageFlur: 112, Flurstück: 7                      | Das Objekt gehört zu der Gesamtanlage: Historisches Fünfeck Architekt: Alfred Schellenberg                          | 1894         |       |
| Wurde ursprünglich in gleicher Bauweise errichtet wie die gegenüberliegende Münze, 1880 erfolgte eine Aufstockung um eine Etage |                                                                         | Luisenplatz 10 LageFlur: 112, Flurstück: 6                     | Das Objekt gehört zu der Gesamtanlage: Historisches Fünfeck Architekt: Landesbaumeister Eberhard Philipp Wolff      | 1829–1831    |       |

## Luisenstraße
| Bild | Bezeichnung                                  | Lage                                                         | Beschreibung                                                                                           | Bauzeit   | Daten |
| --- | -------------------------------------------- | ------------------------------------------------------------ | --- | --------- | ----- |
| Klassizistisch (biedermeierlich) errichtetes Wohnhaus                                                                |                                              | Luisenstraße 3 LageFlur: 109, Flurstück: 47/14               | Das Objekt gehört zu der Gesamtanlage: Historisches Fünfeck                                            | Um 1825   |       |
| |                                              | Luisenstraße 3a LageFlur: 109, Flurstück: 47/14              | Das Objekt gehört zu der Gesamtanlage: Historisches Fünfeck                                            | Um 1855   |       |
| Klassizistisch (Biedermeier) errichtetes Wohnhaus                                                                    |                                              | Luisenstraße 5 LageFlur: 109, Flurstück: 15                  | Das Objekt gehört zu der Gesamtanlage: Historisches Fünfeck                                            | 1828/29   |       |
| |                                              | Luisenstraße 6 LageFlur: 114, Flurstück: 30/90               | Das Objekt gehört zu der Gesamtanlage: Historisches Fünfeck Architekt/Planer: Heinrich Dörr            | 1905      |       |
| Im Stil des Biedermeier errichtetes Wohnhaus, das zuletzt (bis 2011) vom hessischen Justizministerium genutzt wurde. |                                              | Luisenstraße 7 LageFlur: 109, Flurstück: 46/16               | Das Objekt gehört zu der Gesamtanlage: Historisches Fünfeck                                            | Um 1830   |       |
| Luisenstraße 9–11 (Nr. 9 rechts im Bild)                                                                             |                                              | Luisenstraße 9 LageFlur: 109, Flurstück: 17                  | Das Objekt gehört zu der Gesamtanlage: Historisches Fünfeck                                            | 1828/29   |       |
| Ehem. Telegraphenamt                                                                                                 | Ehem. Telegraphenamt                         | Luisenstraße 10–12 LageFlur: 114, Flurstück: 56/19           | Das Objekt gehört zu der Gesamtanlage: Historisches Fünfeck                                            | 1904/05   |       |
| Luisenstraße 9–11 (Nr. 11 links im Bild)                                                                             |                                              | Luisenstraße 11 LageFlur: 109, Flurstück: 18                 | Das Objekt gehört zu der Gesamtanlage: Historisches Fünfeck                                            | 1829/30   |       |
| weitere Bilder | Ehem. Ministerialgebäude                     | Luisenstraße 13 / Bahnhofstraße LageFlur: 109, Flurstück: 19 | Das Objekt gehört zu der Gesamtanlage: Historisches Fünfeck Architekt/Planer: Karl Boos                | 1838–1842 |       |
| Neobarockes Wohn- und Geschäftshaus                                                                                  |                                              | Luisenstraße 24 LageFlur: 113, Flurstück: 4                  | Das Objekt gehört zu der Gesamtanlage: Historisches Fünfeck Architekt/Planer: Bildhauer: Ernst Kneisel | 1898/99   |       |
| |                                              | Luisenstraße 25 LageFlur: 110, Flurstück: 43/19              | Das Objekt gehört zu der Gesamtanlage: Historisches Fünfeck Architekt/Planer: Ludwig Euler             | 1902      |       |
| Nordöstlich der Bonifatiuskirche im Stil der Neogotik mit neoromanischen Elementen errichtet                         | Pfarr- und Gemeindehaus St. Bonifatiuskirche | Luisenstraße 31 LageFlur: 110, Flurstück: 2/3                | Das Objekt gehört zu der Gesamtanlage: Historisches Fünfeck Architekt/Planer: Stanislaus Wojtowski     | 1899      |       |
| weitere Bilder | St. Bonifatius                               | Luisenstraße 33 LageFlur: 110, Flurstück: 21/1               | Das Objekt gehört zu der Gesamtanlage: Historisches Fünfeck Architekt/Planer: Philipp Hoffmann         | 1845–1849 |       |

## Marktplatz
| Bild                                     | Bezeichnung                              | Lage                                                                 | Beschreibung | Bauzeit | Daten |
| ---------------------------------------- | ---------------------------------------- | -------------------------------------------------------------------- | --- | ------- | ----- |
| Ehem. Hotel St. Petersburg               | Ehem. Hotel St. Petersburg               | Marktplatz 1 / Karl-Glässing-Straße 5 LageFlur: 108, Flurstück: 90/9 | Das Objekt gehört zu der Gesamtanlage: Engere Stadt Architekt/Planer: Alfred Schellenberg heute: Touristinformation | 1885    |       |
|                                          |                                          | Marktplatz 3 LageFlur: 108, Flurstück: 84/8                          | Das Objekt gehört zu der Gesamtanlage: Engere Stadt Architekt/Planer: Ludwig Euler                                  | 1891    |       |
| Ehem. Hotel Bellevue                     | Ehem. Hotel Bellevue                     | Marktplatz 5 LageFlur: 108, Flurstück: 73/7                          | Das Objekt gehört zu der Gesamtanlage: Engere Stadt Architekt/Planer: Albert Wolff                                  | 1891    |       |
|                                          |                                          | Marktplatz 7 LageFlur: 107, Flurstück: 65/2                          | Das Objekt gehört zu der Gesamtanlage: Engere Stadt Architekt/Planer: Friedrich Lang                                | 1888    |       |
| Filmtheater Caligari/Ehem. Hotel du Parc | Filmtheater Caligari/Ehem. Hotel du Parc | Marktplatz 9 LageFlur: 107, Flurstück: 65/2                          | Das Objekt gehört zu der Gesamtanlage: Engere Stadt/Historisches Fünfeck                                            | 1881/82 |       |

## Marktstraße
| Bild                                   | Bezeichnung                | Lage                                                            | Beschreibung                                                                          | Bauzeit | Daten |
| -------------------------------------- | -------------------------- | --------------------------------------------------------------- | ------------------------------------------------------------------------------------- | ------- | ----- |
| Der Marktbrunnen vor dem alten Rathaus | Marktbrunnen               | Marktstraße LageFlur: 108, Flurstück: 99                        | Das Objekt gehört zu der Gesamtanlage: Engere Stadt Architekt/Planer: Conrad Bager    | 1753    |       |
| weitere Bilder                         |                            | Marktstraße 8 / Mauergasse LageFlur: 105, Flurstück: 41         | Das Objekt gehört zu der Gesamtanlage: Engere Stadt                                   | Um 1850 |       |
|                                        |                            | Marktstraße 9 LageFlur: 99, Flurstück: 28/2                     | Das Objekt gehört zu der Gesamtanlage: Engere Stadt Architekt/Planer: Wilhelm Rehbold | 1898    |       |
| weitere Bilder                         | Ehem. Hotel Grüner Wald    | Marktstraße 10 LageFlur: 105, Flurstück: 169/34                 | Das Objekt gehört zu der Gesamtanlage: Engere Stadt Architekt/Planer: Wilhelm Rehbold | 1899    |       |
| weitere Bilder                         |                            | Marktstraße 12 LageFlur: 105, Flurstück: 188/33                 | Das Objekt gehört zu der Gesamtanlage: Engere Stadt Architekt/Planer: Hermann Frorath | 1886    |       |
| weitere Bilder                         | Altes Rathaus              | Marktstraße 16 / Ellenbogengasse LageFlur: 105, Flurstück: 12/1 | Das Objekt gehört zu der Gesamtanlage: Engere Stadt                                   | 1609/10 |       |
| Bild gesucht BW                        |                            | Marktstraße 17 LageFlur: 99, Flurstück: 37                      | Das Objekt gehört zu der Gesamtanlage: Engere Stadt                                   | 1859/60 |       |
| weitere Bilder                         |                            | Marktstraße 19 / Grabenstraße 1 LageFlur: 99, Flurstück: 37     | Das Objekt gehört zu der Gesamtanlage: Engere Stadt/Flecken                           | 1875    |       |
| weitere Bilder                         |                            | Marktstraße 20 LageFlur: 105, Flurstück: 11/2,11/3              | Das Objekt gehört zu der Gesamtanlage: Engere Stadt Architekt/Planer: Jean Fürstchen  | 1889    |       |
| Sachteil Keller mit Portal             | Sachteil Keller mit Portal | Marktstraße 22 LageFlur: 105, Flurstück: 73/10                  | Das Objekt gehört zu der Gesamtanlage: Engere Stadt                                   | 16. Jh. |       |
|                                        |                            | Marktstraße 23 LageFlur: 105, Flurstück: 73/10                  | Wohn- und Geschäftsgebäude Das Objekt gehört zu der Gesamtanlage: Engere Stadt        | 1820    |       |
| Hirsch-Apotheke                        | Hirsch-Apotheke            | Marktstraße 29 LageFlur: 100, Flurstück: 3                      | Das Objekt gehört zu der Gesamtanlage: Flecken                                        | 1823/24 |       |
| weitere Bilder                         |                            | Marktstraße 30 / Neugasse 26 LageFlur: 101, Flurstück: 156/38   | Das Objekt gehört zu der Gesamtanlage: Flecken Architekt/Planer: Albert Wolff         | 1895    |       |
| Café Maldaner                          | Café Maldaner              | Marktstraße 34 LageFlur: 101, Flurstück: 37/1                   | Das Objekt gehört zu der Gesamtanlage: Flecken Architekt/Planer: Wilhelm Rehbold      | 1902    |       |

## Mauergasse
| Bild                    | Bezeichnung             | Lage                                          | Beschreibung                                                                     | Bauzeit | Daten |
| ----------------------- | ----------------------- | --------------------------------------------- | -------------------------------------------------------------------------------- | ------- | ----- |
|                         |                         | Mauergasse 7 LageFlur: 105, Flurstück: 145/38 | Das Objekt gehört zu der Gesamtanlage: Flecken Architekt/Planer: August Kretzer  | 1888    |       |
|                         |                         | Mauergasse 10 LageFlur: 105, Flurstück: 88/64 | Das Objekt gehört zu der Gesamtanlage: Flecken                                   | Um 1840 |       |
| Ehem. Hotel Grüner Wald | Ehem. Hotel Grüner Wald | Mauergasse 13 LageFlur: 105, Flurstück: 35    | Das Objekt gehört zu der Gesamtanlage: Flecken Architekt/Planer: Wilhelm Rehbold | 1899    |       |

## Mauritiusstraße
| Bild     | Bezeichnung | Lage                                                      | Beschreibung                                                                                  | Bauzeit | Daten |
| -------- | ----------- | --------------------------------------------------------- | --------------------------------------------------------------------------------------------- | ------- | ----- |
| Walhalla | Walhalla    | Mauritiusstraße 3 LageFlur: 101, Flurstück: 293/12        | Das Objekt gehört zu der Gesamtanlage: Flecken Architekt/Planer: Jakob Rath und Georg Schlick | 1896    |       |
|          |             | Mauritiusstraße 6 LageFlur: 101, Flurstück: 207/61,208/63 | Das Objekt gehört zu der Gesamtanlage: Flecken Architekt/Planer: Alexander Schwank            | 1900    |       |

## Michelsberg
| Bild                                  | Bezeichnung                           | Lage                                                                  | Beschreibung                                                                               | Bauzeit | Daten |
| ------------------------------------- | ------------------------------------- | --------------------------------------------------------------------- | ------------------------------------------------------------------------------------------ | ------- | ----- |
| Ehem. Hotel und Restaurant Christmann | Ehem. Hotel und Restaurant Christmann | Michelsberg 7 / Gemeindebadegäßchen LageFlur: 92, Flurstück: 43/2     | Sachteil Fassade Das Objekt gehört zu der Gesamtanlage: Flecken Architekt/Planer: Emil Heß | 1905    |       |
| weitere Bilder                        |                                       | Michelsberg 9 / Gemeindebadegäßchen LageFlur: 92, Flurstück: 173/42   | Das Objekt gehört zu der Gesamtanlage: Flecken Architekt/Planer: Wilhelm Bogler            | 1873/74 |       |
|                                       |                                       | Michelsberg 10 LageFlur: 101, Flurstück: 145/24                       | Das Objekt gehört zu der Gesamtanlage: Flecken Architekt/Planer: Friedrich Lang            | 1875    |       |
|                                       |                                       | Michelsberg 11 LageFlur: 92, Flurstück: 170/41                        | Das Objekt gehört zu der Gesamtanlage: Flecken Architekt/Planer: Wilhelm Bogler            | 1873/74 |       |
|                                       |                                       | Michelsberg 12 LageFlur: 101, Flurstück: 23/1                         | Das Objekt gehört zu der Gesamtanlage: Flecken                                             | Um 1850 |       |
| weitere Bilder                        |                                       | Michelsberg 1 5 / Coulinstraße 1 LageFlur: 93, Flurstück: 38/1        | Das Objekt gehört zu der Gesamtanlage: Flecken Architekt/Planer: Alexander Schwank         | 1907    |       |
|                                       |                                       | Michelsberg 16 / Hochstätterstraße 17 LageFlur: 101, Flurstück: 292/1 | Das Objekt gehört zu der Gesamtanlage: Flecken Architekt/Planer: Rudolf Friedrichs         | 1906    |       |
|                                       |                                       | Michelsberg 24 LageFlur: 102, Flurstück: 5/2                          | Das Objekt gehört zu der Gesamtanlage: Flecken                                             | 1884    |       |
|                                       |                                       | Michelsberg 28 LageFlur: 102, Flurstück: 87/26                        | Das Objekt gehört zu der Gesamtanlage: Flecken Architekt/Planer: Wilhelm Rehbold           | 1905    |       |
|                                       |                                       | Michelsberg 30 LageFlur: 102, Flurstück: 33/29                        | Das Objekt gehört zu der Gesamtanlage: Flecken                                             | Um 1830 |       |

## Mühlgasse
| Bild | Bezeichnung | Lage                                                             | Beschreibung                                                                                         | Bauzeit | Daten |
| ---- | ----------- | ---------------------------------------------------------------- | --- | ------- | ----- |
|      |             | Mühlgasse 5 / An den Quellen LageFlur: 167, Flurstück: 85/1,85/2 | Das Objekt gehört zu der Gesamtanlage: Engere Stadt/Quellenviertel Architekt/Planer: Josef Beitscher | 1896    |       |
|      |             | Mühlgasse 7 LageFlur: 167, Flurstück: 86                         | Das Objekt gehört zu der Gesamtanlage: Quellenviertel                                                | Um 1855 |       |
|      |             | Mühlgasse 9 LageFlur: 167, Flurstück: 82/1                       | Das Objekt gehört zu der Gesamtanlage: Quellenviertel                                                | Um 1845 |       |
|      |             | Mühlgasse 11–13 LageFlur: 167, Flurstück: 113                    | Das Objekt gehört zu der Gesamtanlage: Quellenviertel Architekt/Planer: Georg Schlink                | 1905    |       |
|      |             | Mühlgasse 15 LageFlur: 167, Flurstück: 112                       | Das Objekt gehört zu der Gesamtanlage: Quellenviertel                                                | 1861/62 |       |
|      |             | Mühlgasse 17 / Häfnergasse LageFlur: 167, Flurstück: 111         | Das Objekt gehört zu der Gesamtanlage: Quellenviertel Architekt/Planer: Schmidt & Kretzer            | 1892    |       |

## Müllerstraße
| Bild                         | Bezeichnung                  | Lage                                                           | Beschreibung                                                                                             | Bauzeit   | Daten |
| ---------------------------- | ---------------------------- | -------------------------------------------------------------- | --- | --------- | ----- |
| Sachgesamtheit: Müllerstraße | Sachgesamtheit: Müllerstraße | Müllerstraße 1 / Stiftstraße 13 LageFlur: 78, Flurstück: 64/41 | Das Objekt gehört zu der Gesamtanlage: Nordwestvorstadt Architekt/Planer: Bauunternehmer: Wilhelm Müller | 1871–1875 |       |
| Sachgesamtheit: Müllerstraße | Sachgesamtheit: Müllerstraße | Müllerstraße 2 / Stiftstraße 15 LageFlur: 78, Flurstück: 30    | Das Objekt gehört zu der Gesamtanlage: Nordwestvorstadt Architekt/Planer: Bauunternehmer: Wilhelm Müller | 1871–1875 |       |
| Sachgesamtheit: Müllerstraße | Sachgesamtheit: Müllerstraße | Müllerstraße 3 LageFlur: 78, Flurstück: 63/40                  | Das Objekt gehört zu der Gesamtanlage: Nordwestvorstadt Architekt/Planer: Bauunternehmer: Wilhelm Müller | 1871–1875 |       |
| Sachgesamtheit: Müllerstraße | Sachgesamtheit: Müllerstraße | Müllerstraße 4 LageFlur: 78, Flurstück: 31                     | Das Objekt gehört zu der Gesamtanlage: Nordwestvorstadt Architekt/Planer: Bauunternehmer: Wilhelm Müller | 1871–1875 |       |
| Sachgesamtheit: Müllerstraße | Sachgesamtheit: Müllerstraße | Müllerstraße 5 LageFlur: 78, Flurstück: 62/39                  | Das Objekt gehört zu der Gesamtanlage: Nordwestvorstadt Architekt/Planer: Bauunternehmer: Wilhelm Müller | 1871–1875 |       |
| Sachgesamtheit: Müllerstraße | Sachgesamtheit: Müllerstraße | Müllerstraße 6 LageFlur: 78, Flurstück: 32                     | Das Objekt gehört zu der Gesamtanlage: Nordwestvorstadt Architekt/Planer: Bauunternehmer: Wilhelm Müller | 1871–1875 |       |
| Sachgesamtheit: Müllerstraße | Sachgesamtheit: Müllerstraße | Müllerstraße 7 LageFlur: 78, Flurstück: 38                     | Das Objekt gehört zu der Gesamtanlage: Nordwestvorstadt Architekt/Planer: Bauunternehmer: Wilhelm Müller | 1871–1875 |       |
| Sachgesamtheit: Müllerstraße | Sachgesamtheit: Müllerstraße | Müllerstraße 8 LageFlur: 78, Flurstück: 33                     | Das Objekt gehört zu der Gesamtanlage: Nordwestvorstadt Architekt/Planer: Bauunternehmer: Wilhelm Müller | 1871–1875 |       |
| Sachgesamtheit: Müllerstraße | Sachgesamtheit: Müllerstraße | Müllerstraße 9 LageFlur: 78, Flurstück: 307/37                 | Das Objekt gehört zu der Gesamtanlage: Nordwestvorstadt Architekt/Planer: Bauunternehmer: Wilhelm Müller | 1871–1875 |       |
| Sachgesamtheit: Müllerstraße | Sachgesamtheit: Müllerstraße | Müllerstraße 10 LageFlur: 78, Flurstück: 34                    | Das Objekt gehört zu der Gesamtanlage: Nordwestvorstadt Architekt/Planer: Bauunternehmer: Wilhelm Müller | 1871–1875 |       |

## Nerostraße
| Bild | Bezeichnung | Lage                                                             | Beschreibung                                                                   | Bauzeit | Daten |
| ---- | ----------- | ---------------------------------------------------------------- | ------------------------------------------------------------------------------ | ------- | ----- |
|      |             | Nerostraße 2 / Saalgasse LageFlur: 86, Flurstück: 76/17          | Das Objekt gehört zu der Gesamtanlage: Bergkirchenviertel                      | Um 1855 |       |
|      |             | Nerostraße 21 / Jawlenskystraße 1 LageFlur: 86, Flurstück: 78/27 | Das Objekt gehört zu der Gesamtanlage: Bergkirchenviertel                      | Um 1890 |       |
|      |             | Nerostraße 23 / Jawlenskystraße 2 LageFlur: 87, Flurstück: 60/10 | Das Objekt gehört zu der Gesamtanlage: Bergkirchenviertel                      | Um 1890 |       |
|      |             | Nerostraße 24 LageFlur: 86, Flurstück: 3                         | Das Objekt gehört zu der Gesamtanlage: Bergkirchenviertel                      | Um 1810 |       |
|      |             | Nerostraße 32 LageFlur: 87, Flurstück: 104/40                    | Sachteil: Ladenfront Das Objekt gehört zu der Gesamtanlage: Bergkirchenviertel | 1887    |       |
|      |             | Nerostraße 34 LageFlur: 87, Flurstück: 39/1                      | Sachteil: Ladenfront Das Objekt gehört zu der Gesamtanlage: Bergkirchenviertel | Um 1890 |       |
|      |             | Nerostraße 40 LageFlur: 87, Flurstück: 70/36                     | Das Objekt gehört zu der Gesamtanlage: Bergkirchenviertel                      | Um 1815 |       |
|      |             | Nerostraße 46 / Röderstraße LageFlur: 87, Flurstück: 26/1        | Das Objekt gehört zu der Gesamtanlage: Bergkirchenviertel                      | Um 1870 |       |

## Neuer Marktplatz
| Bild                           | Bezeichnung      | Lage                                            | Beschreibung                                                                                        | Bauzeit   | Daten |
| ------------------------------ | ---------------- | ----------------------------------------------- | --------------------------------------------------------------------------------------------------- | --------- | ----- |
| Marktsäule am Neuen Marktplatz | Neuer Marktplatz | Neuer Marktplatz LageFlur: 108, Flurstück: 22/6 | Das Objekt gehört zu der Gesamtanlage: Engere Stadt Architekt/Planer: Stadtbaumeister Felix Genzmer | 1900–1902 |       |

## Neugasse
| Bild           | Bezeichnung | Lage                                                              | Beschreibung                                                                                 | Bauzeit | Daten |
| -------------- | ----------- | ----------------------------------------------------------------- | -------------------------------------------------------------------------------------------- | ------- | ----- |
|                |             | Neugasse 4 LageFlur: 104, Flurstück: 59/27                        | Das Objekt gehört zu der Gesamtanlage: Flecken                                               | Um 1870 |       |
|                |             | Neugasse 9 / Mauergasse LageFlur: 105, Flurstück: 190/22          | Das Objekt gehört zu der Gesamtanlage: Flecken                                               | 1891/92 |       |
|                |             | Neugasse 12 LageFlur: 105, Flurstück: 44/2                        | Das Objekt gehört zu der Gesamtanlage: Flecken Architekt/Planer: Fritz Hildner               | 1901    |       |
|                |             | Neugasse 13 / Ellenbogengasse LageFlur: 105, Flurstück: 131/21    | Das Objekt gehört zu der Gesamtanlage: Flecken                                               | 1888    |       |
|                |             | Neugasse 18 / Kleine Kirchgasse 1 LageFlur: 101, Flurstück: 80/42 | Das Objekt gehört zu der Gesamtanlage: Flecken                                               | 1860    |       |
| weitere Bilder |             | Neugasse 23 / Marktstraße 28 LageFlur: 105, Flurstück: 189/3      | Das Objekt gehört zu der Gesamtanlage: Engere Stadt/Flecken Architekt/Planer: Friedrich Lang | 1892    |       |

## Obere Webergasse
| Bild | Bezeichnung | Lage                                                             | Beschreibung                                                                                                | Bauzeit                 | Daten |
| ---- | ----------- | ---------------------------------------------------------------- | --- | ----------------------- | ----- |
|      |             | Obere Webergasse 39 / Saalgasse 2 LageFlur: 95, Flurstück: 92/18 | Das Objekt gehört zu der Gesamtanlage: Bergkirchenviertel Architekt/Planer: Maurermeister Georg Schweitzer  | 1. BA: 1879; 2. BA:1886 |       |
|      |             | Obere Webergasse 51 LageFlur: 95, Flurstück: 100/12              | Sachteil: Ladenfront Das Objekt gehört zu der Gesamtanlage: Bergkirchenviertel Architekt/Planer: Carl Biltz | 1889/90                 |       |

## Pagenstecherstraße
| Bild | Bezeichnung | Lage                                                                  | Beschreibung                                                                              | Bauzeit | Daten |
| ---- | ----------- | --------------------------------------------------------------------- | ----------------------------------------------------------------------------------------- | ------- | ----- |
|      |             | Pagenstecherstraße 1 / Stiftstraße 35 LageFlur: 78, Flurstück: 165/22 | Das Objekt gehört zu der Gesamtanlage: Nordwestvorstadt                                   | 1885    |       |
|      |             | Pagenstecherstraße 5 LageFlur: 78, Flurstück: 143/22                  | Das Objekt gehört zu der Gesamtanlage: Nordwestvorstadt Architekt/Planer: Philipp Bastian | 1883    |       |
|      |             | Pagenstecherstraße 7 LageFlur: 78, Flurstück: 142/22                  | Das Objekt gehört zu der Gesamtanlage: Nordwestvorstadt                                   | 1885    |       |

## Rheinstraße
| Bild                              | Bezeichnung                       | Lage                                                                  | Beschreibung | Bauzeit         | Daten |
| --------------------------------- | --------------------------------- | --------------------------------------------------------------------- | --- | --------------- | ----- |
| Normaluhr                         | Normaluhr                         | Rheinstraße / Bahnhofstraße LageFlur: 115, Flurstück: 87/3            | Das Objekt gehört zu der Gesamtanlage: Historisches Fünfeck Architekt/Planer: Uhrenfabrik Wagner, Wiesbaden                         | 1890er          |       |
| Gasregelstation                   | Gasregelstation                   | Rheinstraße/Moritzstraße LageFlur: 115, Flurstück: 49/7               | Das Objekt gehört zu der Gesamtanlage: Historisches Fünfeck                                                                         | Um 1910         |       |
| Ehem. Rheinhotel                  | Ehem. Rheinhotel                  | Rheinstraße 22 / Rheinbahnstraße LageFlur: 118, Flurstück: 1/46,49/5  | Das Objekt gehört zu der Gesamtanlage: Historisches Fünfeck/Südliche Stadterweiterung Architekt/Planer: Kreizner & Hatzmann         | 1872/73         |       |
| HMWK/Ehem. Hauptpost              | HMWK/Ehem. Hauptpost              | Rheinstraße 23–25 LageFlur: 114, Flurstück: 56/19                     | Das Objekt gehört zu der Gesamtanlage: Historisches Fünfeck                                                                         | 1904/05         |       |
|                                   |                                   | Rheinstraße 33 LageFlur: 113, Flurstück: 10/1                         | Das Objekt gehört zu der Gesamtanlage: Historisches Fünfeck Architekt/Planer: Fritz Hildner                                         | 1904            |       |
|                                   |                                   | Rheinstraße 34 LageFlur: 115, Flurstück: 60/2                         | Das Objekt gehört zu der Gesamtanlage: Historisches Fünfeck/Südliche Stadterweiterung                                               | 1863/64         |       |
|                                   |                                   | Rheinstraße 36 LageFlur: 115, Flurstück: 49/2                         | Das Objekt gehört zu der Gesamtanlage: Historisches Fünfeck/Südliche Stadterweiterung                                               | 1863/64         |       |
| Nassauische Sparkasse             | Nassauische Sparkasse             | Rheinstraße 42–44 / Adolfstraße 1 LageFlur: 115, Flurstück: 44/1      | Das Objekt gehört zu der Gesamtanlage: Historisches Fünfeck/Südliche Stadterweiterung Architekt/Planer: Richard Goerz / Carl Moritz | 1861/62,1914/16 |       |
| weitere Bilder                    |                                   | Rheinstraße 48 / Moritzstraße LageFlur: 115, Flurstück: 25/3,25/2     | Das Objekt gehört zu der Gesamtanlage: Historisches Fünfeck/Südliche Stadterweiterung Architekt/Planer: Heinrich Malcomeß           | 1864/65         |       |
| weitere Bilder                    |                                   | Rheinstraße 49 / Kirchgasse 1 LageFlur: 112, Flurstück: 13            | Das Objekt gehört zu der Gesamtanlage: Historisches Fünfeck Architekt/Planer: Wilhelm Boué                                          | 1904            |       |
|                                   |                                   | Rheinstraße 50 LageFlur: 115, Flurstück: 22/2                         | Das Objekt gehört zu der Gesamtanlage: Historisches Fünfeck/Südliche Stadterweiterung                                               | 1863/64         |       |
|                                   |                                   | Rheinstraße 52 LageFlur: 115, Flurstück: 3/2                          | Das Objekt gehört zu der Gesamtanlage: Historisches Fünfeck/Südliche Stadterweiterung                                               | 1864            |       |
| weitere Bilder                    | Landesbibliothek                  | Rheinstraße 55–57 LageFlur: 112, Flurstück: 65/1                      | Das Objekt gehört zu der Gesamtanlage: Historisches Fünfeck Architekt/Planer: Stadtbaumeister Friedrich Grün                        | 1911–1913       |       |
|                                   |                                   | Rheinstraße 56 / Oranienstraße LageFlur: 115, Flurstück: 1 / 2        | Das Objekt gehört zu der Gesamtanlage: Historisches Fünfeck/Südliche Stadterweiterung                                               | 1865            |       |
|                                   |                                   | Rheinstraße 59 / Schwalbacher Straße 1 LageFlur: 112, Flurstück: 57/2 | Das Objekt gehört zu der Gesamtanlage: Historisches Fünfeck Architekt/Planer: Heinrich Assmus                                       | 1909            |       |
|                                   |                                   | Rheinstraße 65 / Schwalbacher Straße 2 LageFlur: 66, Flurstück: 111/1 | Das Objekt gehört zu der Gesamtanlage: Südwestliche Stadterweiterung                                                                | 1860            |       |
| Bodenstedt-Haus                   | Bodenstedt-Haus                   | Rheinstraße 78 LageFlur: 65, Flurstück: 23/2                          | Das Objekt gehört zu der Gesamtanlage: Südwestliche Stadterweiterung Architekt/Planer: Georg Fürstchen                              | 1881            |       |
|                                   |                                   | Rheinstraße 80 LageFlur: 65, Flurstück: 21/2                          | Das Objekt gehört zu der Gesamtanlage: Südwestliche Stadterweiterung Architekt/Planer: Kreizner & Hatzmann                          | 1879            |       |
|                                   |                                   | Rheinstraße 82 LageFlur: 65, Flurstück: 20/2                          | Das Objekt gehört zu der Gesamtanlage: Südwestliche Stadterweiterung Architekt/Planer: Georg Fürstchen                              | 1880            |       |
|                                   |                                   | Rheinstraße 84 LageFlur: 65, Flurstück: 19/2                          | Das Objekt gehört zu der Gesamtanlage: Südwestliche Stadterweiterung Architekt/Planer: Friedrich Hatzmann                           | 1881            |       |
|                                   |                                   | Rheinstraße 85 LageFlur: 65, Flurstück: 154/7                         | Das Objekt gehört zu der Gesamtanlage: Südwestliche Stadterweiterung                                                                | 1874/75         |       |
|                                   |                                   | Rheinstraße 90 LageFlur: 65, Flurstück: 16/2                          | Das Objekt gehört zu der Gesamtanlage: Südwestliche Stadterweiterung Architekt/Planer: Maurermeister Georg Bickel (vermutlich)      | 1878/79         |       |
|                                   |                                   | Rheinstraße 92 LageFlur: 65, Flurstück: 15/2                          | Das Objekt gehört zu der Gesamtanlage: Südwestliche Stadterweiterung Architekt/Planer: Maurermeister Georg Bickel (vermutlich)      | 1879            |       |
|                                   |                                   | Rheinstraße 96 LageFlur: 67, Flurstück: 22/2                          | Das Objekt gehört zu der Gesamtanlage: Südwestliche Stadterweiterung Architekt/Planer: Maurermeister Carl Schäfer (vermutlich)      | 1884            |       |
|                                   |                                   | Rheinstraße 98 LageFlur: 67, Flurstück: 16/2                          | Das Objekt gehört zu der Gesamtanlage: Südwestliche Stadterweiterung Architekt/Planer: Georg Fürstchen                              | 1884            |       |
|                                   |                                   | Rheinstraße 99 / Wörthstraße LageFlur: 67, Flurstück: 149/23          | Das Objekt gehört zu der Gesamtanlage: Südwestliche Stadterweiterung                                                                | 1877            |       |
|                                   |                                   | Rheinstraße 100 LageFlur: 67, Flurstück: 14/5                         | Das Objekt gehört zu der Gesamtanlage: Südwestliche Stadterweiterung Architekt/Planer: Georg Fürstchen                              | 1884            |       |
|                                   |                                   | Rheinstraße 101 LageFlur: 67, Flurstück: 215/19                       | Das Objekt gehört zu der Gesamtanlage: Südwestliche Stadterweiterung                                                                | 1884            |       |
| Siemens-Schule/Ehem. Mittelschule | Siemens-Schule/Ehem. Mittelschule | Rheinstraße 102 LageFlur: 67, Flurstück: 14/3                         | Das Objekt gehört zu der Gesamtanlage: Südwestliche Stadterweiterung Architekt/Planer: Stadtbaumeister Louis Ende                   | 1876–1879       |       |
|                                   |                                   | Rheinstraße 103 LageFlur: 67, Flurstück: 214/16                       | Das Objekt gehört zu der Gesamtanlage: Südwestliche Stadterweiterung                                                                | 1885            |       |
|                                   |                                   | Rheinstraße 104 LageFlur: 67, Flurstück: 1/6                          | Das Objekt gehört zu der Gesamtanlage: Südwestliche Stadterweiterung Architekt/Planer: Jean Fürstchen                               | 1885            |       |
|                                   |                                   | Rheinstraße 105 LageFlur: 67, Flurstück: 213/16                       | Das Objekt gehört zu der Gesamtanlage: Südwestliche Stadterweiterung Architekt/Planer: Eduard von Leistner                          | 1885            |       |
|                                   |                                   | Rheinstraße 107 LageFlur: 67, Flurstück: 2141/14                      | Das Objekt gehört zu der Gesamtanlage: Südwestliche Stadterweiterung Architekt/Planer: Ludwig Bind                                  | 1886            |       |
|                                   |                                   | Rheinstraße 109 LageFlur: 67, Flurstück: 265/14                       | Das Objekt gehört zu der Gesamtanlage: Südwestliche Stadterweiterung Architekt/Planer: Ludwig Bind                                  | 1888            |       |
|                                   |                                   | Rheinstraße 111 LageFlur: 67, Flurstück: 240/13                       | Das Objekt gehört zu der Gesamtanlage: Südwestliche Stadterweiterung Architekt/Planer: Jean Fürstchen                               | 1887            |       |
|                                   |                                   | Rheinstraße 113–115 LageFlur: 67, Flurstück: 252/12,264/11            | Das Objekt gehört zu der Gesamtanlage: Südwestliche Stadterweiterung Architekt/Planer: Jean Fürstchen                               | 1887            |       |
|                                   |                                   | Rheinstraße 117 LageFlur: 67, Flurstück: 263/10                       | Das Objekt gehört zu der Gesamtanlage: Südwestliche Stadterweiterung Architekt/Planer: Heinrich Reichwein                           | 1888            |       |
|                                   |                                   | Rheinstraße 119 LageFlur: 67, Flurstück: 239/9                        | Das Objekt gehört zu der Gesamtanlage: Südwestliche Stadterweiterung Architekt/Planer: Heinrich Reichwein                           | 1885            |       |
|                                   |                                   | Rheinstraße 121 LageFlur: 67, Flurstück: 233/8                        | Das Objekt gehört zu der Gesamtanlage: Südwestliche Stadterweiterung Architekt/Planer: Heinrich Reichwein                           | 1887            |       |
|                                   |                                   | Rheinstraße 123 LageFlur: 67, Flurstück: 293/7                        | Das Objekt gehört zu der Gesamtanlage: Südwestliche Stadterweiterung Architekt/Planer: Friedrich Lang                               | 1885            |       |

## Röderstraße
| Bild | Bezeichnung | Lage                                                               | Beschreibung | Bauzeit | Daten |
| ---- | ----------- | ------------------------------------------------------------------ | --- | ------- | ----- |
|      |             | Röderstraße 6 LageFlur: 77, Flurstück: 19                          | Das Objekt gehört zu der Gesamtanlage: Historisches Fünfeck                                                                           | Um 1860 |       |
|      |             | Röderstraße 7 LageFlur: 89, Flurstück: 34                          | Das Objekt gehört zu der Gesamtanlage: Bergkirchenviertel Architekt/Planer: Friedrich Goebel                                          | 1895    |       |
|      |             | Röderstraße 14 / Feldstraße 2 LageFlur: 77, Flurstück: 92/23       | Das Objekt gehört zu der Gesamtanlage: Historisches Fünfeck/Nordwestvorstadt Architekt/Planer: Zimmermann: Konrad Gerner (vermutlich) | 1861/62 |       |
|      |             | Röderstraße 23 / Steingasse LageFlur: 88, Flurstück: 110/32,109/32 | Das Objekt gehört zu der Gesamtanlage: Bergkirchenviertel Architekt/Planer: Richard Stein                                             | 1910    |       |
|      |             | Röderstraße 39 LageFlur: 87, Flurstück: 61/25                      | Das Objekt gehört zu der Gesamtanlage: Bergkirchenviertel                                                                             | 1821    |       |
|      |             | Röderstraße 41 LageFlur: 87, Flurstück: 61/25                      | Das Objekt gehört zu der Gesamtanlage: Bergkirchenviertel                                                                             | Um 1870 |       |
|      |             | Röderstraße 42 LageFlur: 78, Flurstück: 46                         | Das Objekt gehört zu der Gesamtanlage: Historisches Fünfeck/Nordwestvorstadt Architekt/Planer: Wilhelm Rehbold                        | 1903    |       |
|      |             | Röderstraße 47 LageFlur: 87, Flurstück: 91/24                      | Das Objekt gehört zu der Gesamtanlage: Bergkirchenviertel                                                                             | Um 1850 |       |

## Römerberg
| Bild | Bezeichnung | Lage                                            | Beschreibung                                                                                | Bauzeit | Daten |
| ---- | ----------- | ----------------------------------------------- | ------------------------------------------------------------------------------------------- | ------- | ----- |
|      |             | Römerberg 3 LageFlur: 90, Flurstück: 35         | Das Objekt gehört zu der Gesamtanlage: Bergkirchenviertel                                   | 1893    |       |
|      |             | Römerberg 8 LageFlur: 90, Flurstück: 87/18      | Das Objekt gehört zu der Gesamtanlage: Bergkirchenviertel                                   | 1888    |       |
|      |             | Römerberg 25–27 LageFlur: 88, Flurstück: 111/44 | Das Objekt gehört zu der Gesamtanlage: Bergkirchenviertel Architekt/Planer: Jacob Huber     | 1910    |       |
|      |             | Römerberg 28 LageFlur: 89, Flurstück: 43/4      | Das Objekt gehört zu der Gesamtanlage: Bergkirchenviertel Architekt/Planer: Bruno Rüdiger   | 1898    |       |
|      |             | Römerberg 31 LageFlur: 88, Flurstück: 48        | Das Objekt gehört zu der Gesamtanlage: Bergkirchenviertel                                   | Um 1820 |       |
|      |             | Römerberg 33 LageFlur: 88, Flurstück: 48        | Das Objekt gehört zu der Gesamtanlage: Bergkirchenviertel Architekt/Planer: Heinrich Assmus | 1899    |       |

## Saalgasse
| Bild | Bezeichnung | Lage                                                       | Beschreibung                                                                                | Bauzeit | Daten |
| ---- | ----------- | ---------------------------------------------------------- | ------------------------------------------------------------------------------------------- | ------- | ----- |
|      |             | Saalgasse 4–6 LageFlur: 95, Flurstück: 102/20              | Das Objekt gehört zu der Gesamtanlage: Bergkirchenviertel Architekt/Planer: Wilhelm Rehbold | 1889    |       |
|      |             | Saalgasse 16 LageFlur: 95, Flurstück: 68/25                | Das Objekt gehört zu der Gesamtanlage: Bergkirchenviertel                                   | Um 1850 |       |
|      |             | Saalgasse 38 / Nerostraße 1 LageFlur: 86, Flurstück: 73/18 | Das Objekt gehört zu der Gesamtanlage: Bergkirchenviertel Architekt/Planer: Wilhelm Rehbold | 1887    |       |

## Schillerplatz
| Bild                                    | Bezeichnung                             | Lage                                                                          | Beschreibung                                                                                 | Bauzeit | Daten |
| --------------------------------------- | --------------------------------------- | ----------------------------------------------------------------------------- | -------------------------------------------------------------------------------------------- | ------- | ----- |
| Ehem. Berlinische Lebensversicherung AG | Ehem. Berlinische Lebensversicherung AG | Schillerplatz 1 / Friedrichstraße 18 LageFlur: 109, Flurstück: 21/3,22/2,54/1 | Das Objekt gehört zu der Gesamtanlage: Historisches Fünfeck Architekt: Herbert Rimpl         | 1956    |       |
| Wiesbadener Musik- und Kunstschule      | Wiesbadener Musik- und Kunstschule      | Schillerplatz 2 LageFlur: 109, Flurstück: 53/1                                | Das Objekt gehört zu der Gesamtanlage: Historisches Fünfeck Architekt/Planer: Richard Täbner | 1912    |       |

## Schloßplatz
| Bild           | Bezeichnung                                   | Lage                                                      | Beschreibung                                                                                    | Bauzeit   | Daten |
| -------------- | --------------------------------------------- | --------------------------------------------------------- | ----------------------------------------------------------------------------------------------- | --------- | ----- |
| weitere Bilder | Denkmal für Wilhelm von Oranien               | Schlossplatz LageFlur: 99, Flurstück: 8                   | Das Objekt gehört zu der Gesamtanlage: Engere Stadt                                             | 1908      |       |
| weitere Bilder | Hessischer Landtag/Ehem. Herzogliches Schloss | Schloßplatz 1 / Marktstraße LageFlur: 99, Flurstück: 30/3 | Das Objekt gehört zu der Gesamtanlage: Engere Stadt Architekt/Planer: Georg Moller              | 1837–1842 |       |
| weitere Bilder | Hessischer Landtag/Ehem. Kavalierhaus         | Schloßplatz 2 LageFlur: 99, Flurstück: 31/3,32/3,3/1      | 1952/53 Wiederaufbau Das Objekt gehört zu der Gesamtanlage: Engere Stadt                        | 1826      |       |
| weitere Bilder | Hessischer Landtag/Ehem.Wilhelms-Heilanstalt  | Schloßplatz 3 / Mühlgasse LageFlur: 99, Flurstück: 10/1   | Das Objekt gehört zu der Gesamtanlage: Engere Stadt Architekt/Planer: Philipp Hoffmann          | 1868/70   |       |
| weitere Bilder | Marktkirche                                   | Schloßplatz 5 LageFlur: 106, Flurstück: 9/3               | Das Objekt gehört zu der Gesamtanlage: Engere Stadt Architekt/Planer: Karl Boos                 | 1852–1862 |       |
| weitere Bilder | Neues Rathaus                                 | Schlossplatz 6 LageFlur: 108, Flurstück: 2/7              | Das Objekt gehört zu der Gesamtanlage: Engere Stadt Architekt/Planer: Johann Georg Hauberrisser | 1884–1885 |       |

## Schulberg
| Bild                         | Bezeichnung                                                       | Lage                                      | Beschreibung                                                                                           | Bauzeit | Daten |
| ---------------------------- | ----------------------------------------------------------------- | ----------------------------------------- | --- | ------- | ----- |
| Ehem. Alten- und Siechenheim | Ehem. Alten- und Siechenheim                                      | Schulberg 7 LageFlur: 93, Flurstück: 5/2  | Das Objekt gehört zu der Gesamtanlage: Bergkirchenviertel/Schulberg Architekt/Planer: Zais & Wojtowski | 1886    |       |
| weitere Bilder               | Kunsthaus Wiesbaden, Ehem. Werkkunstschule, Ehem. Elementarschule | Schulberg 10 LageFlur: 91, Flurstück: 1/5 | Das Objekt gehört zu der Gesamtanlage: Schulberg Architekt/Planer: Philipp Hoffmann                    | 1862/63 |       |

## Schützenhofstraße
| Bild        | Bezeichnung | Lage                                                           | Beschreibung | Bauzeit   | Daten |
| ----------- | ----------- | -------------------------------------------------------------- | --- | --------- | ----- |
| Wandbrunnen | Wandbrunnen | Schützenhofstraße LageFlur: 93, Flurstück: 27/2                | Der Brunnen befand sich ursprünglich am Bahnhof und wurde in den 1970er an die Schützenhoftreppe versetzt Das Objekt gehört zu der Gesamtanlage: Flecken | 1906      |       |
|             |             | Schützenhofstraße 2 / Langgasse 12 LageFlur: 92, Flurstück: 31 | Das Objekt gehört zu der Gesamtanlage: Flecken Architekt/Planer: Wilhelm Bogler                                                                          | 1867–1869 |       |

## Schwalbacher Straße
| Bild                           | Bezeichnung                    | Lage                                                                        | Beschreibung | Bauzeit   | Daten |
| ------------------------------ | ------------------------------ | --------------------------------------------------------------------------- | --- | --------- | ----- |
|                                |                                | Schwalbacher Straße 3 LageFlur: 112, Flurstück: 58/1                        | Das Objekt gehört zu der Gesamtanlage: Historisches Fünfeck Architekt/Planer: Heinrich Assmus                    | 1909      |       |
|                                |                                | Schwalbacher Straße 17 / Luisenstraße 49 LageFlur: 111, Flurstück: 67/9     | Das Objekt gehört zu der Gesamtanlage: Historisches Fünfeck Architekt/Planer: Albert Wolff                       | 1885      |       |
|                                |                                | Schwalbacher Straße 33 / Friedrichstraße 57 LageFlur: 104, Flurstück: 63/3  | Das Objekt gehört zu der Gesamtanlage: Historisches Fünfeck Architekt/Planer: D. Strasburger                     | 1890      |       |
|                                |                                | Schwalbacher Straße 49 / Mauritiusstraße 11 LageFlur: 102, Flurstück: 63/21 | Das Objekt gehört zu der Gesamtanlage: Flecken/Historisches Fünfeck Architekt/Planer: Stanislaus Wojtowski       | 1895      |       |
| Wartburg                       | Wartburg                       | Schwalbacher Straße 51 LageFlur: 102, Flurstück: 81/22                      | Das Objekt gehört zu der Gesamtanlage: Historisches Fünfeck Architekt/Planer: Friedrich Lücke mit Euler & Bergen | 1906      |       |
|                                |                                | Schwalbacher Straße 57 LageFlur: 102, Flurstück: 47/27                      | Das Objekt gehört zu der Gesamtanlage: Historisches Fünfeck                                                      | Um 1908   |       |
| weitere Bilder                 | Altkatholische Friedenskirche  | Schwalbacher Straße 60 LageFlur: 76, Flurstück: 10/5                        | Das Objekt gehört zu der Gesamtanlage: Historisches Fünfeck Architekt/Planer: Stadtbaumeister Felix Genzmer      | 1899/1900 |       |
|                                |                                | Schwalbacher Straße 69 LageFlur: 92, Flurstück: 56/8                        | Das Objekt gehört zu der Gesamtanlage: Historisches Fünfeck Architekt/Planer: Stanislaus Wojtowski               | 1895      |       |
| Ehem. Städtisches Krankenhaus  | Ehem. Städtisches Krankenhaus  | Schwalbacher Straße 72–78 LageFlur: 76, Flurstück: 10/26                    | Das Objekt gehört zu der Gesamtanlage: Historisches Fünfeck Architekt/Planer: Gropius & Schmieden, Berlin        | 1877–1879 |       |
|                                |                                | Schwalbacher Straße 79 LageFlur: 92, Flurstück: 67/1                        | Das Objekt gehört zu der Gesamtanlage: Historisches Fünfeck                                                      | 1868/69   |       |
| Ehem. Kleinkinderbewahranstalt | Ehem. Kleinkinderbewahranstalt | Schwalbacher Straße 81 / Schulberg 14–16 LageFlur: 91, Flurstück: 1/5       | Das Objekt gehört zu der Gesamtanlage: Historisches Fünfeck Architekt/Planer: Gustav Martin Willett, Wiesbaden   | 1881/82   |       |

## Spiegelgasse
| Bild           | Bezeichnung                                            | Lage                                        | Beschreibung                                                                                               | Bauzeit | Daten |
| -------------- | ------------------------------------------------------ | ------------------------------------------- | --- | ------- | ----- |
| weitere Bilder | Pariser Hoftheater/Ehem. Hotel und Badhaus Pariser Hof | Spiegelgasse 9 LageFlur: 84, Flurstück: 18  | Das Objekt gehört zu der Gesamtanlage: Quellenviertel Architekt/Planer: Landesbaumeister Philipp Wolff     | 1832/33 |       |
|                |                                                        | Spiegelgasse 11 LageFlur: 84, Flurstück: 19 | Um 1730 bis 1790 Synagoge, jüdische Schule und Mikwe Das Objekt gehört zu der Gesamtanlage: Quellenviertel | 1734/35 |       |

## Steingasse
| Bild | Bezeichnung | Lage                                                        | Beschreibung                                                                               | Bauzeit | Daten |
| ---- | ----------- | ----------------------------------------------------------- | ------------------------------------------------------------------------------------------ | ------- | ----- |
|      |             | Steingasse 6 / Hirschgasse 21 LageFlur: 95, Flurstück: 88/9 | Das Objekt gehört zu der Gesamtanlage: Bergkirchenviertel Architekt/Planer: Albert Wolff   | 1898    |       |
|      |             | Steingasse 9 / Lehrstraße 6 LageFlur: 88, Flurstück: 17     | Das Objekt gehört zu der Gesamtanlage: Bergkirchenviertel Architekt/Planer: Friedrich Lang | 1897    |       |

## Stiftstraße
| Bild | Bezeichnung | Lage                                                                  | Beschreibung                                                                           | Bauzeit | Daten |
| ---- | ----------- | --------------------------------------------------------------------- | -------------------------------------------------------------------------------------- | ------- | ----- |
|      |             | Stiftstraße 3 LageFlur: 78, Flurstück: 340/44,285/54                  | Das Objekt gehört zu der Gesamtanlage: Nordwestvorstadt                                | Um 1865 |       |
|      |             | Stiftstraße 7 LageFlur: 78, Flurstück: 67/42                          | Das Objekt gehört zu der Gesamtanlage: Nordwestvorstadt                                | 1876    |       |
|      |             | Stiftstraße 19 LageFlur: 78, Flurstück: 210/28                        | Das Objekt gehört zu der Gesamtanlage: Nordwestvorstadt Architekt/Planer: Albert Wolff | 1889    |       |
|      |             | Stiftstraße 21 LageFlur: 78, Flurstück: 211/28                        | Das Objekt gehört zu der Gesamtanlage: Nordwestvorstadt Architekt/Planer: Albert Wolff | 1889    |       |
|      |             | Stiftstraße 31 LageFlur: 78, Flurstück: 167/22                        | Das Objekt gehört zu der Gesamtanlage: Nordwestvorstadt                                | Um 1875 |       |
|      |             | Stiftstraße 33 LageFlur: 78, Flurstück: 164/22                        | Das Objekt gehört zu der Gesamtanlage: Nordwestvorstadt                                | Um 1875 |       |
|      |             | Stiftstraße 35 / Pagenstecherstraße 1 LageFlur: 78, Flurstück: 165/22 | Das Objekt gehört zu der Gesamtanlage: Nordwestvorstadt                                | Um 1875 |       |

## Taunusstraße
| Bild                              | Bezeichnung                       | Lage                                                                                   | Beschreibung | Bauzeit                | Daten |
| --------------------------------- | --------------------------------- | -------------------------------------------------------------------------------------- | --- | ---------------------- | ----- |
|                                   |                                   | Taunusstraße 4 LageFlur: 84, Flurstück: 4/4                                            | Das Objekt gehört zu der Gesamtanlage: Quellenviertel Architekt/Planer: Alfred Schellenberg                                                 | 1888                   |       |
|                                   |                                   | Taunusstraße 6 LageFlur: 84, Flurstück: 4/4                                            | Das Objekt gehört zu der Gesamtanlage: Quellenviertel Architekt/Planer: Wilhelm Boué                                                        | 1889                   |       |
|                                   |                                   | Taunusstraße 12 / Saalgasse 40 LageFlur: 86, Flurstück: 54/35                          | Das Objekt gehört zu der Gesamtanlage: Historisches Fünfeck Architekt/Planer: Wilhelm Kaufmann                                              | 1889                   |       |
|                                   |                                   | Taunusstraße 14 LageFlur: 86, Flurstück: 79/36                                         | Das Objekt gehört zu der Gesamtanlage: Historisches Fünfeck Architekt/Planer: Wilhelm Kaufmann                                              | 1887                   |       |
|                                   |                                   | Taunusstraße 16 LageFlur: 86, Flurstück: 33                                            | Das Objekt gehört zu der Gesamtanlage: Historisches Fünfeck Architekt/Planer: Albert Wolff                                                  | 1895                   |       |
|                                   |                                   | Taunusstraße 18 LageFlur: 86, Flurstück: 52/32                                         | Das Objekt gehört zu der Gesamtanlage: Historisches Fünfeck                                                                                 | 1850                   |       |
|                                   |                                   | Taunusstraße 22 LageFlur: 86, Flurstück: 30                                            | Das Objekt gehört zu der Gesamtanlage: Historisches Fünfeck Architekt/Planer: Albert Wolff                                                  | 1895                   |       |
|                                   |                                   | Taunusstraße 28 / Jawlenskystraße 3 LageFlur: 86, Flurstück: 70/28                     | Das Objekt gehört zu der Gesamtanlage: Historisches Fünfeck                                                                                 | 1855                   |       |
|                                   |                                   | Taunusstraße 30 / Jawlenskystraße 4 LageFlur: 87, Flurstück: 59/9                      | Das Objekt gehört zu der Gesamtanlage: Historisches Fünfeck                                                                                 | 1874/75                |       |
|                                   |                                   | Taunusstraße 34 LageFlur: 87, Flurstück: 77/7                                          | Das Objekt gehört zu der Gesamtanlage: Historisches Fünfeck                                                                                 | Um 1855                |       |
|                                   |                                   | Taunusstraße 36 LageFlur: 87, Flurstück: 6/1                                           | Das Objekt gehört zu der Gesamtanlage: Historisches Fünfeck                                                                                 | Um 1855                |       |
|                                   |                                   | Taunusstraße 38 LageFlur: 87, Flurstück: 110/5                                         | Das Objekt gehört zu der Gesamtanlage: Historisches Fünfeck Architekt/Planer: Otto Reimers                                                  | 1909                   |       |
| weitere Bilder                    | F. Ad. Müller Söhne               | Taunusstraße 44 LageFlur: 87, Flurstück: 2/2                                           | Das Objekt gehört zu der Gesamtanlage: Historisches Fünfeck Architekt/Planer: Carl Müller (Wahrscheinlich)                                  | Wahrscheinlich 1859/60 |       |
| Ehem. Hotel Kronprinz             | Ehem. Hotel Kronprinz             | Taunusstraße 46–48 LageFlur: 87, Flurstück: 111/2                                      | Das Objekt gehört zu der Gesamtanlage: Historisches Fünfeck Architekt/Planer: Friedrich Lücke                                               | 1908                   |       |
|                                   |                                   | Taunusstraße 50 / Röderstraße LageFlur: 87, Flurstück: 48/1                            | Das Objekt gehört zu der Gesamtanlage: Historisches Fünfeck                                                                                 | Um 1865                |       |
| Sachgesamtheit Taunusstraße 52–28 | Sachgesamtheit Taunusstraße 52–28 | Taunusstraße 52 / Röderstraße 44 LageFlur: 78, Flurstück: 301/48,299/49,295/48,314/36  | Das Objekt gehört zu der Gesamtanlage: Historisches Fünfeck/Nordwestvorstadt/Nerotal Architekt/Planer: Regierungsbaumeister: Wilhelm Müller | 1898                   |       |
| Sachgesamtheit Taunusstraße 52–28 | Sachgesamtheit Taunusstraße 52–28 | Taunusstraße 54/56 LageFlur: 78, Flurstück: 301/48,299/49,295/48,314/36                | Das Objekt gehört zu der Gesamtanlage: Historisches Fünfeck/Nordwestvorstadt/Nerotal Architekt/Planer: Regierungsbaumeister: Wilhelm Müller | 1898                   |       |
| Sachgesamtheit Taunusstraße 52–27 | Sachgesamtheit Taunusstraße 52–27 | Taunusstraße 58 / Müllerstraße 11 LageFlur: 78, Flurstück: 301/48,299/49,295/48,314/36 | Das Objekt gehört zu der Gesamtanlage: Historisches Fünfeck/Nordwestvorstadt/Nerotal Architekt/Planer: Regierungsbaumeister: Wilhelm Müller | 1898                   |       |
|                                   |                                   | Taunusstraße 62 LageFlur: 78, Flurstück: 264/35                                        | Das Objekt gehört zu der Gesamtanlage: Nordwestvorstadt/Nerotal                                                                             | Um 1868                |       |
|                                   |                                   | Taunusstraße 64 LageFlur: 78, Flurstück: 25/1                                          | Das Objekt gehört zu der Gesamtanlage: Nordwestvorstadt/Nerotal                                                                             | Um 1866                |       |
|                                   |                                   | Taunusstraße 66 LageFlur: 78, Flurstück: 262/24                                        | Das Objekt gehört zu der Gesamtanlage: Nordwestvorstadt/Nerotal Architekt/Planer: Rehbold & Kraitzsch                                       | 1908                   |       |

## Wagemannstraße
| Bild                   | Bezeichnung            | Lage                                                                                             | Beschreibung                                                                   | Bauzeit           | Daten |
| ---------------------- | ---------------------- | ------------------------------------------------------------------------------------------------ | ------------------------------------------------------------------------------ | ----------------- | ----- |
|                        |                        | Wagemannstraße 2 / Marktstraße 23 / Alfons-Paquet-Straße 2 LageFlur: 100, Flurstück: 286/6,286/7 | Das Objekt gehört zu der Gesamtanlage: Flecken Architekt/Planer: Karl Kähler   | 1909              |       |
| Haus der Familie Cetto | Haus der Familie Cetto | Wagemannstraße 5–7 LageFlur: 100, Flurstück: 69/1                                                | Das Objekt gehört zu der Gesamtanlage: Flecken                                 | 1728              |       |
|                        |                        | Wagemannstraße 11 LageFlur: 100, Flurstück: 166/67                                               | Das Objekt gehört zu der Gesamtanlage: Flecken Architekt/Planer: Georg Schlink | 1895              |       |
|                        |                        | Wagemannstraße 13 LageFlur: 100, Flurstück: 66/1                                                 | Das Objekt gehört zu der Gesamtanlage: Flecken Architekt/Planer: Georg Schlink | 1894              |       |
|                        |                        | Wagemannstraße 19 LageFlur: 100, Flurstück: 63/1                                                 | Das Objekt gehört zu der Gesamtanlage: Flecken                                 | 2. Hälfte 18. Jh. |       |
|                        |                        | Wagemannstraße 33 LageFlur: 100, Flurstück: 54/3                                                 | Das Objekt gehört zu der Gesamtanlage: Flecken                                 | Um 1770           |       |
|                        |                        | Wagemannstraße 37 / Goldgasse 8 LageFlur: 100, Flurstück: 152/52                                 | Das Objekt gehört zu der Gesamtanlage: Flecken                                 | 1850              |       |

## Weilstraße
| Bild | Bezeichnung | Lage                                                           | Beschreibung                                                                           | Bauzeit | Daten |
| ---- | ----------- | -------------------------------------------------------------- | -------------------------------------------------------------------------------------- | ------- | ----- |
|      |             | Weilstraße 22 / Kellerstraße 2 LageFlur: 77, Flurstück: 313/75 | Das Objekt gehört zu der Gesamtanlage: Nordwestvorstadt Architekt/Planer: Jacob Martin | 1910    |       |

## Wilhelmstraße
| Bild                                    | Bezeichnung                                           | Lage                                                                     | Beschreibung | Bauzeit                      | Daten |
| --------------------------------------- | ----------------------------------------------------- | ------------------------------------------------------------------------ | --- | ---------------------------- | ----- |
| weitere Bilder                          | Salzbachkanal                                         | Wilhelmstraße Lage                                                       | Das Objekt gehört zu der Gesamtanlage: Historisches Fünfeck Planer: Josef Brix | 1900–1907                    |       |
|                                         |                                                       | Wilhelmstraße 2 / Rheinstraße 15 LageFlur: 114, Flurstück: 49/15         | Das Objekt gehört zu der Gesamtanlage: Historisches Fünfeck Architekt/Planer: Stein & Schultze                                                                                           | 1885                         |       |
|                                         |                                                       | Wilhelmstraße 4 LageFlur: 114, Flurstück: 48/15                          | Das Objekt gehört zu der Gesamtanlage: Historisches Fünfeck Architekt/Planer: Alfred Schellenberg                                                                                        | 1885                         |       |
| Ehem. Hotel du Nord                     | Ehem. Hotel du Nord                                   | Wilhelmstraße 6 LageFlur: 114, Flurstück: 45/14                          | Das Objekt gehört zu der Gesamtanlage: Historisches Fünfeck | um 1850                      |       |
| Hessen Mobil / ehem. Hotel Metropol     | Hessen Mobil / ehem. Hotel Metropol                   | Wilhelmstraße 8–10 / Luisenstraße 2–4 LageFlur: 114, Flurstück: 57/11    | Das Objekt gehört zu der Gesamtanlage: Historisches Fünfeck Architekten/Planer: Ludwig Goerz für Wilhelmstraße 8 / Friedrich Lang für Wilhelmstraße 10 / Ludwig Goerz für Luisenstraße 4 | 1894, Wiederaufbau 1957–1958 |       |
| Ehem. Hotel Metropol                    | Ehem. Hotel Metropol                                  | Wilhelmstraße 12 / Luisenstraße 1 LageFlur: 109, Flurstück: 48/13        | Das Objekt gehört zu der Gesamtanlage: Historisches Fünfeck Architekt/Planer: Wilhelm Boué (vermutlich)                                                                                  | 1900                         |       |
|                                         |                                                       | Wilhelmstraße 22 / Friedrichstraße 2–4 LageFlur: 109, Flurstück: 10/1    | Das Objekt gehört zu der Gesamtanlage: Historisches Fünfeck Architekt: Eugen Rückgauer                                                                                                   | 1908                         |       |
| weitere Bilder                          | Ehem. Erbprinzenpalais                                | Wilhelmstraße 24/26 / Friedrichstraße 1 LageFlur: 108, Flurstück: 10/1   | Das Objekt gehört zu der Gesamtanlage: Historisches Fünfeck Architekt: Christian Zais | 1813–1817                    |       |
|                                         |                                                       | Wilhelmstraße 28 / Karl-Glässing-Straße 1 LageFlur: 108, Flurstück: 53/9 | Das Objekt gehört zu der Gesamtanlage: Historisches Fünfeck | 1816–1817                    |       |
| weitere Bilder                          |                                                       | Wilhelmstraße 30 LageFlur: 108, Flurstück: 94/8                          | Das Objekt gehört zu der Gesamtanlage: Historisches Fünfeck Architekt/Planer: Christian Dähne                                                                                            | 1907                         |       |
| weitere Bilder                          | Ehem. Hotel Bellevue                                  | Wilhelmstraße 32 LageFlur: 108, Flurstück: 72/7                          | Das Objekt gehört zu der Gesamtanlage: Historisches Fünfeck Architekt/Planer: Fritz Hildner                                                                                              | 1904                         |       |
| Ehem. Hotel Spehner                     | Ehem. Hotel Spehner                                   | Wilhelmstraße 34 LageFlur: 107, Flurstück: 46/1                          | Das Objekt gehört zu der Gesamtanlage: Historisches Fünfeck | 1871–1872                    |       |
| Ehem. Hotel du Parc / Lichtspieltheater | Ehem. Hotel du Parc / Lichtspieltheater               | Wilhelmstraße 36 LageFlur: 107, Flurstück: 65/2                          | Das Objekt gehört zu der Gesamtanlage: Historisches Fünfeck Architekt/Planer: A. Neuendorff                                                                                              | 1881/82                      |       |
| weitere Bilder                          | Ehem. Bankhaus Berlé                                  | Wilhelmstraße 38 LageFlur: 107, Flurstück: 3/1,3/2,3/3                   | Das Objekt gehört zu der Gesamtanlage: Historisches Fünfeck | 1879                         |       |
| weitere Bilder                          | Vierjahreszeiten-Haus / ehem. Hotel Vier Jahreszeiten | Wilhelmstraße 52a-52d LageFlur: 167, Flurstück: 45/24,45/25              | Das Objekt gehört zu der Gesamtanlage: Quellenviertel/Historisches Fünfeck Architekt/Planer: Rudolf Dörr                                                                                 | 1958                         |       |
|                                         |                                                       | Wilhelmstraße 56 LageFlur: 84, Flurstück: 79/11                          | Das Objekt gehört zu der Gesamtanlage: Quellenviertel/Historisches Fünfeck Architekt/Planer: Alfred Schellenberg                                                                         | 1898                         |       |
|                                         |                                                       | Wilhelmstraße 58 LageFlur: 84, Flurstück: 100/11                         | Das Objekt gehört zu der Gesamtanlage: Quellenviertel/Historisches Fünfeck Architekt/Planer: Alfred Schellenberg                                                                         | 1895                         |       |
| Ehem. Hotel Cecilie                     | Ehem. Hotel Cecilie                                   | Wilhelmstraße 60 LageFlur: 84, Flurstück: 103/10                         | Das Objekt gehört zu der Gesamtanlage: Quellenviertel/Historisches Fünfeck Architekt/Planer: Wilhelm Boué, Alfred Schellenberg                                                           | 1897                         |       |

## Wörthstraße
| Bild           | Bezeichnung   | Lage                                            | Beschreibung | Bauzeit   | Daten |
| -------------- | ------------- | ----------------------------------------------- | --- | --------- | ----- |
|                |               | Wörthstraße 3 LageFlur: 67, Flurstück: 218/19   | Das Objekt gehört zu der Gesamtanlage: Südwestliche Stadterweiterung | 1884      |       |
| weitere Bilder | Fabrik Höppli | Wörthstraße 4–6 LageFlur: 67, Flurstück: 348/25 | Das Objekt gehört zu der Gesamtanlage: Südwestliche Stadterweiterung Architekt/Planer: Georg Fürstchen                                                                             | 1872–1876 |       |
|                |               | Wörthstraße 5 LageFlur: 67, Flurstück: 300/19   | Das Objekt gehört zu der Gesamtanlage: Südwestliche Stadterweiterung Architekt/Planer: Maurermeister Carl Beckel. Das Hinterhofgebäude wird vom Frauen Museum (Wiesbaden) genutzt. | 1884      |       |
|                |               | Wörthstraße 8 LageFlur: 67, Flurstück: 150/25   | Das Objekt gehört zu der Gesamtanlage: Südwestliche Stadterweiterung | 1884/85   |       |